# S.E.S.
S.E.S.(한국어: 에스이에스, 일본어: エスイーエス, 바다(가수겸유튜버), 유진(배우), 유수영(인플루언서))는 대한민국의 3인조 걸그룹이다. SM 엔터테인먼트 최초의 걸 그룹이다.
1990년대 10대 소녀 3명으로 구성된 S.E.S.는 대중에게 걸 그룹이라는 명칭을 알리고 이후 걸 그룹 전성 시대를 연 주인공이다. 1997년 데뷔해 우리나라 가요계에 요정 신드롬을 일으켰다. 멀게는 약 20년 전으로 거슬러 올라가는 걸 그룹 S.E.S.의 인기는 대단하였다.
S.E.S.는 청순한 외모를 앞세워 남성 팬들의 마음을 사로잡았던 주인공들로, 최근 전 세계를 사로잡고 있는 K-Pop 걸 그룹들의 원조격이라 할 수 있다. 1997년 발표한 데뷔 타이틀곡 《I'm Your Girl》을 시작으로 《너를 사랑해》, 《꿈을 모아서》 등 발표하는 노래마다 소녀들의 감성을 가득 담았으며, 뮤직 비디오 역시 소녀에서 여성으로 성장해 가는 모습들이 고스란히 담았다. 세련된 이국적 분위기와 팝 스타일의 노래로 인기를 얻었다. 바다는 음악 실력, 유진은 외모, 슈는 팬들을 사로잡는 매력으로 어필하였다.
S.E.S.는 1990년대 후반부터 2000년대 초반까지 대중성과 음악성을 모두 거머쥔 걸 그룹으로 군림하였다.  요정으로 시작했지만 마지막에는 뮤지션이었던 그들의 세련된 화음은 여전히 우리의 귓가를 간질이고 있다. 평론가 김봉현은 '이미지만 아니라 음악까지 인정할 수 있는 최초의 아이돌'이라고 평가하였고, 평론가 강명석은 《I'm Your Girl》은 1절부터 대중들을 사로잡았으며 특히 《Love》와 《Be Natural》같은 곡은 '걸 그룹 노래의 레전드'라고 호평하였다.
총 5년 간의 활동 기간 동안 《I'm Your Girl》, 《Oh My Love완전한이유  데자뷰》, 《Dreams Come True》, 《너를 사랑해》, 《Love》, 《Twilight Zone》, 《샤랄라》, 《감싸안으며》, 《Be Natural》, 《I Will》, 《꿈을 모아서》, 《U》, 《Just a Feeling》, 《달리기》 등 21년이 지난 지금까지도 대중적으로 음악적으로 회자되고 인정받는 무수한 히트곡들을 남기며, 시대를 대표하는 아이콘으로 자리 잡았다.
S.E.S. 등장 이후 오빠부대 대신 초·중·고 남학생들로 구성된 '누나부대'라는 신조어가 연예계에 최초로 등장하였을 만큼 S.E.S.의 데뷔는 하나의 문화현상으로 급부상하였다.

## 데뷔 과정

### 1996년~1997년: 결성 배경
S.E.S 이전에 등장한 걸 그룹들의 대부분이 가요시장에서의 체공력이 형편없었던 근본적 이유는 음악적 재능이나 체계적 훈련 없이 포장지에 불과한 외모만을 믿고서 성급하게 데뷔한 데 있었다. “한국 음악시장은 걸 그룹의 무덤”이라는 연예가의 자조적 표현이 나오는 것이 당연한 일이었다.
따라서 새로운 걸 그룹을 내놓겠다는 이수만의 계획은 대단히 무모한 도전처럼 보였다. 그러나 이수만은 저돌적인 시장개척 전략을 추구해왔고, 그의 이러한 저돌성은 SM 엔터테인먼트 구성원들 사이에서 남들은 모두 실패한 걸 그룹을 자기들만은 반드시 성공시키고야 말겠다는 비장한 결의의 형태를 띠면서 폭넓게 공유되었다.
이수만은 미국, 일본과 달리 한국에서는 걸 그룹이 고전하는 원인을 프로정신의 부족에서 찾았다. 그는 우리나라 걸 그룹이 최고의 스타가 되겠다는 뚜렷한 목표의식과 불굴의 도전정신 없이, 단지 남성 가수들의 보조적 위치에 머물러 있는 것을 당연히 받아들이는 풍토를 매우 불편하게 생각했던 것이다.
SM 엔터테인먼트는 가창력과 댄스 실력에 더하여 열정과 패기까지 두루 갖춘 나이 어린 여학생들을 발견하기 위해 거리로 나섰고, 이수만은 이 중차대한 발견 작업을 직접 진두지휘하였다. SM 엔터테인먼트의 음악적 컨트롤 타워라 불러야 할 유영진은 이수만이 벤치마킹 대상으로 지목한 미국의 걸 그룹 TLC와 체인징 페이시스의 노래들을 부지런히 연구해나갔다.
이수만은 자신이 만드는 걸 그룹이 국내를 넘어 아시아 시장까지도 겨냥해야 한다는 원대한 비전을 가슴에 품고 있었다. 그는 외국어로 의사소통이 가능한 멤버들을 규합하는 것을 신생 걸 그룹 후보생 발탁의 대원칙으로 삼았다.
백방으로 캐스팅 작업을 거친 끝에 이수만은 그가 오랫동안 소망해온 신개념 걸 그룹을 드디어 탄생시킬 수 있었다. 예쁘고 깜찍한 연습생들로 이뤄진 팀으로 한국어 담당 바다(최성희), 영어 담당 유진(김유진), 일본어 담당 슈(유수영) 모두가 수천 명의 쟁쟁한 경쟁자들을 물리치고 당당히 선발된 인재들이었다. 치열한 경쟁의 관문을 뚫고 들어왔기에 이수만이 기존걸 그룹에게 절대적으로 부족하다고 항상 지적해온 프로 가수에 합당한 근성과 투지를 이들 3인의 10대 소녀들 전부 차고도 넘칠 만큼 가지고 있음은 물론이었다. 원래는 중국어 담당 멤버도 한 명 포함돼 있었으나 중도에 팀에서 하차함으로써 멤버의 숫자는 3명으로 자연스럽게 정리되었던 것이다.
안양예고 재학 시절 교내 축제 무대에서 이수만에 의해 발탁된 바다를 선두로, god의 손호영, 데니안과 함께 혼성 그룹을 준비하다가 잠실 롯데월드 지하상가에서 길거리 캐스팅이 되면서 합류하게 된 슈, 마지막으로 H.O.T.의 영상집 촬영 때문에 괌에 갔던 캐스팅 디렉터 김수현과 프로듀서 이수만의 눈에 동시에 띄어 발탁된 유진이 합류 하면서 지금의 S.E.S.가 탄생하였다. 팀명인 S.E.S.는 각각 바다, 유진, 슈의 영어 이름 앞자의 알파벳을 따서 만들었다. 더불어 초기의 그룹 컨셉은 힙합 컨셉을 따랐으나 멤버 유진의 투입으로 흰 티셔츠 차림에 청순미를 강조하는 컨셉으로 급선회하였고, 이는 지금의 대중이 생각하는 S.E.S.의 모습과 크게 벗어남이 없는 결과로 반영되었다.
이렇게 결성 된 S.E.S.는 데뷔 전까지 몸에 피멍 자국이 생기고 속옷을 짜면 물이 뚝뚝 떨어질 정도로 트레이닝을 받고, 자다 깼을 때 노래를 중간부터 틀어도 바로 춤추고 노래할 수 있을 만큼 연습을 하였다. 데뷔 전 연습생 시절 가칭은 멜로즈였다.

## 대한민국 활동

### 1997년~1998년: 정규 1집 《S.E.S.》, 데뷔와 동시에신드롬,걸 그룹전성시대의 서막
당시 최고의 인기를 구가하고 있었던 아이돌 보이 그룹 H.O.T.를 배출한 SM 엔터테인먼트에서 2년 동안 치밀하게 준비해 왔다는 무성한 소문과 함께 S.E.S.는 데뷔하기 전부터 주목을 받았고 화제가 되었다. 이러한 기대 속에 1997년 11월 28일 SBS 충전! 100% 쇼를 통해 대망의 첫 데뷔 무대를 가지며 대중들에게 처음으로 얼굴을 알렸다.

##### 타이틀곡 《I'm Your Girl》
《I'm Your Girl》은 여성 아이돌 걸 그룹의 시작을 알리는 노래였다. S.E.S.는 이 노래로 대한민국 대표 걸 그룹으로 떠올랐다. 12월 17일 PC 통신 나우누리에 S.E.S.의 첫번째 온라인 팬클럽인 I.Y.F.가 개설된지 하루만에 약 1,000개가 넘는 글이 올라올 정도로 가요팬들의 폭발적인 관심을 받았다. 초고속 인터넷이 발달 되기 전 속도면에서 현저히 느리고 가격도 훨씬 비쌌던 PC 통신 시절 이라는 걸 감안하면 1,000여개가 넘는 글은 가히 기록적인 수치이다.
약 1달간의 TV와 언론사 인터뷰 등을 통한 프로모션을 가진 후, 12월 25일 드디어 데뷔 정규 1집 음반 《S.E.S.》를 발매하였다. 여자 가수는 10만 장만 나가도 OK라는 가요계에서 얼어붙을 대로 얼어붙은 음반 시장 상황에서도 발매 10일만에 15만장 돌파 기록을 세웠다. IMF 경제 위기로 위축될 대로 위축된 소비자들의 심리를 고려하면 평상시 경제 상황의 30만장에 필적하는 메가히트였다. 2월 중순에는 50만장을 육박하였으며, 총 누적 음반 판매량은 신나라 레코드 집계 기준 약 60만장(600,000장)의 판매고를 올리며 연간 음반 판매량 9위를 기록 여자 가수와 신인 가수로서는 유일하게 10위권에 랭크되었다. 역대 걸 그룹 최초로 연간 음반 판매량 10위에 랭크되었다. 《I'm Your Girl》 뮤직 비디오가 M.net에서 13주, KMTV에서 14주 동안 시청자들이 가장 많이 신청한 뮤직 비디오 10위권을 기록하였다.
데뷔 곡 《I'm Your Girl》로 음악 방송 1위를 차지하며 파란을 일으켰다. 1998년 1월 17일 KMTV 쇼!뮤직탱크에서 데뷔 1달 반, 앨범 발매 3주만에 지상파와 케이블을 통틀어 최초로 1위를 기록하였다. 이후 1월 24일 1위, 1월 31일 1위, 2월 7일 1위, 2월 14일 1위를 기록하여 통산 5주, 연속 5주 1위 최강자를 기록하였다.
《I'm Your Girl》로 역대 아이돌 최초로 데뷔 곡으로 지상파 음악 방송에서 1위를 차지하는 기록을 남겼다. 2월 21일 MBC 젊은 그대에서 실시한 '우리들의 선택! 금주의 베스트' 차트에서 구일고등학교 학생 300명을 대상으로 설문 조사 한 결과 1위를 기록하였고, 2월 28일 강남역 거리 시민 500명을 대상으로 설문 조사 한 결과 2주 연속 1위를 기록하였다.
SBS TV가요20에서 1월 18일 1위 후보에 올라 2위를 기록하였다. 인기가요에서 2월 1일 터보와 함께 1위 후보에 올라 2위, 2월 8일 1위 후보에 올라 2위, 2월 15일 터보와 함께 1위 후보에 올라 2위, 2월 22일 박진영과 함께 1위 후보에 올라 5번의 도전끝에 마침내 1위를 수상하였으며, 3월 1일 박진영과 함께 1위 후보에 올라 2주 연속 1위를 수상하였다. 3월 8일 박진영과 함께 1위 후보에 올라 2위를 기록하였다. 《I'm Your Girl》로 SBS TV가요20과 인기가요에서 총 7번의 1위 후보에 올라, 총 2번의 1위를 수상하여 트로피를 거머쥐었다. 데뷔 86일 만에 지상파 1위를 차지하며, 2019년 2월 기준 역대 걸 그룹 지상파 1위까지 걸린 기간 8위를 기록하고 있다.

#### 후속곡 《Oh My Love》
3월 21일 MBC 젊은 그대와 KMTV 쇼!뮤직탱크의 음악 방송 무대를 시작으로, 후속곡 《Oh My Love》 활동을 이어나갔다. 《Oh My Love》는 이장우의 2집 수록곡 '널 만난 이후'를 리메이크한 곡으로, 이제는 완전한 S.E.S.의 곡으로 기억되고 있다. 《Oh My Love》는 활동과 동시에 각종 음악 방송 초상위권에 안착하였다. 22일 SBS 인기가요 첫 진입 순위 4위를 기록하였다. 이후 활동 1주일만인 3월 29일에 신승훈과 함께 초고속으로 1위 후보에 올라 2위, 4월 5일 신승훈과 함께 1위 후보에 올라 2위, 4월 12일 쿨과 함께 1위 후보에 올라 3번의 도전끝에 마침내 1위를 수상하였다. 4월 19일 1위 후보에 올라 2위, 5월 3일 1위 후보에 올라 2위를 기록하였다. 《Oh My Love》로 SBS 인기가요에서 총 5번의 1위 후보에 올라, 총 1번의 1위를 수상하여 트로피를 거머쥐었다. 데뷔 정규 1집 음반 《S.E.S.》에서 타이틀곡 《I'm Your Girl》과 후속곡 《Oh My Love》가 SBS TV가요20과 인기가요에서 각각 7회, 5회 1위 후보에 올라 총 12주 약 3개월가량 차트 상위권을 독식하였다.
정규 1집 음반에서 타이틀곡 《I'm Your Girl》과 후속곡 《Oh My Love》가 지상파 음악 방송에서 연속 1위를 차지하며, 역대 걸 그룹 최초 한 음반에서 2곡 연속 지상파 1위, 역대 걸 그룹 데뷔 음반 최초 2곡 연속 지상파 1위라는 대기록을 세웠다.
리스피아르 조사 연구소에서 3월 25일부터 31일까지 전국 5대 도시 (서울, 부산, 대구, 광주, 대전)에 거주하는 만 10세 이상 65세 이하의 남녀 1,314명을 대상으로 실시한 상반기 연예인 인기도 조사 결과에서 여자 가수 부문 1위를 차지하였다. 또한 10대 남성이 좋아하는 여자 가수, 10대 여성이 좋아하는 여자 가수, 20대 남성이 좋아하는 여자 가수, 20대 여성이 좋아하는 여자 가수 부문 1위를 올킬하였다. 4월 5일 방송된 MBC 일요일 일요일 밤에의 코너인 '김국진의 국민 투표'에서 전국 서울·경기, 강원, 충청, 영남, 호남 1,000명에게 S.E.S.의 지지도를 설문 조사한 결과 70.7%를 기록하였다. 5월 16일 대한민국 여자 가수 최초로, 신승훈에 이어 대한민국 가수 두번째로 미국 Billboard지에 소개되었다.

#### 삼속곡 메들리 《Dejavu, 완전한 이유, 넌센스》
5월 23일 KMTV 쇼!뮤직탱크 무대를 시작으로 《Dejavu》, 《완전한 이유》, 《넌센스》 3곡으로 구성된 메들리로 활동하였다. 세 번째 후속곡으로 《넌센스》와 《완전한 이유》가 경합을 벌였으나 다양한 모습을 보이자는 의견에 따라 《Dejavu》가 포함된 3곡의 메들리로 활동하게 되었다. 팬 서비스 차원으로 1주일 간의 음악 방송 활동을 이어 나갔다. 이 활동으로 걸 그룹 최초로 한 앨범에서 5곡으로 활동하는 기록을 세웠다. 5월 한 조사 기관에서 50대 남자들에게 가장 사랑받는 그룹으로 뽑혔다. 5월 기준으로 야후 코리아와 심마니가 각각 분석한 인터넷 사람 이름 최다 검색수에서 여자 가수로서는 가장 높은 순위인 2위를 기록하였다.
5월 30일 대구 우방타워에서 진행된 KMTV 쇼!뮤직탱크 전국 투어편 녹화 무대를 마지막으로, 6개월 간의 화려하고 기록적인 데뷔 정규 1집 활동을 성공적으로 종료하였다.

#### 공백기
5월 31일 세종대학교 대양홀에서 공식 팬클럽 《친구》 1기 창단식을 기념하기 위해 걸 그룹 최초로 공식 팬미팅을 개최하였다. 이 자리에는 약 2,500여명의 팬덤이 집결하였다. 6월 서울중앙지방검찰청으로부터 <자녀 안심하고 학교 보내기 운동 감사패>를 수상하였다. 6월 23일경 9월 미국 뉴욕에서 열렸던 MTV 비디오 뮤직 어워드에 출품할 뮤직 비디오 후보에 《I'm Your Girl》이 노미네이트되었다. S.E.S.로부터 시작된 10대 소녀 가수 붐 현상이 PC 통신 1998년 상반기 연예계 10대 뉴스에 선정되었다. M.net에서 집계한 상반기 결산 차트에서 《I'm Your Girl》이 6위, 《Oh My Love》가 13위를 기록하였다. 7월 6일 걸 그룹 최초로 청와대에 초청되었다. 청와대 녹지원에서 대한민국 홍보 CF를 촬영하기 위해서였다. 대통령과 함께 국가 홍보 CF를 찍을 만큼 인기 절정이였다. MBC 10시 임성훈입니다가 여름 방학을 맞아 7월 27일부터 8월 4일까지 방송될 "여름특집, 최고의 스타와 함께" 코너를 꾸미기 위해 7월 13일부터 1주일간 서울에 사는 10대 1,000명을 대상으로 전화 면접을 실시, 가장 좋아하는 스타 3명씩을 추천받아 6개 분야의 ‘최고 스타 베스트5’ 설문 조사를 실시한 결과 여자 가수 부문 5위를 기록하였다. 9월 5일 서울 올림픽 주경기장에서 열린 98 스피드 012 콘서트에 참석하여 《I'm Your Girl》과 《Oh My Love》 무대를 펼쳤다. 9월 18일 M.net 프라임 콘서트를 통해서 무대 실황이 녹화 방송되었는데, 관객석의 엄청난 제창이 터져나온 장면이 전파를 탔다. 같은 날 일본 제국호텔에서 일본 운수성 관광 부장을 비롯한 국내외 귀빈, 일본 현지 150명의 내외신 기자가 참석한 대한민국 홍보 CF 특별 홍보행사에 대한민국 연예인 대표로 유일하게 참석하였다. 12월 19일 M.net 가요 베스트 27에서 시청자들의 투표로 선정되는 '좋은 뮤직 비디오 우리가 뽑는다 시상식'에서 《I'm Your Girl》로 <여자 신인 부문 뮤직 비디오상>을 수상하였다. 또한 연말 결산 '1998 가요 베스트 100'에서 《I'm Your Girl》이 연간 2위, 《Oh My Love》가 연간 38위를 기록하였다.

### 1998년~1999년: 정규 2집 《S.E.S.2》, 1집에 이은 승승장구
정규 1집 활동 종료 후 약 6개월 간의 공백기를 가진 후, 1998년 11월 21일 MBC 음악캠프, 22일 SBS 인기가요 무대를 통해서 컴백하였다. 원래 11월 1일로 컴백이 예정되어 있었으나, 《Dreams Come True》와 《Eternal Love》등 4곡을 재 녹음하게 되면서 미루어졌다. 11월 23일 정규 2집 음반 《S.E.S.2》를 발매하였다. 정규 1집 음반 《S.E.S.》의 성공으로 음반 선주문은 52만장을 기록하였다. 발매 7일만에 한국음반산업협회 집계 기준 약 33만장(333,405장)의 음반 판매고를 기록하였다. 요정 노선은 《Dreams Come True》와 《너를 사랑해》등을 수록한 정규 2집 앨범까지 이어졌다.

#### 타이틀곡 《Dreams Come True》
《Dreams Come True》는 스웨덴 여성 듀오 걸 그룹 나일론 비트의 'Like a Fool'을 작곡한 Risto로부터 판권을 사들인 유로 댄스팝 곡으로, 1집에 비해 한층 절도있는 안무와 비음 섞인 목소리 위주의 국내 정서와는 다른 이질적인 곡 분위기를 자아내면서 1집과는 다른 신선한 모습들을 대중들에게 어필하여 1집에 이은 히트를 이어나가게 된다.
컴백 2주만에 초고속으로 지상파 음악 방송에서 1위를 수상하였다. 11월 6일 SBS 인기가요에서 H.O.T.의 빛과 함께 1위 후보에 올라 2위를 기록하였다. 12월 8일 KBS2 뮤직뱅크에서 핑클, 최창민과 함께 최종 1위 후보에 올라 <MVP 1위>를 수상하였다. 1998년 한 해에 《I'm Your Girl》과 《Oh My Love》에 이어 《Dreams Come True》가 지상파 1위를 수상함으로써, 역대 걸 그룹 최초로 1년에 3곡 연속 지상파 1위 수상 기록을 세웠다.
당시 S.E.S.는 일본에서도 막 데뷔한 상황이었기 때문에 일주일 단위로 양국을 오가며 활동을 병행하였다. 일본과 대만 활동을 병행하게 되면서 방송 출연을 하지 않을 경우 1위 후보에서 제외되는 등 음악 방송의 순위에서 피해를 보는 상황이 발생하여, 1위 후보에 올랐던 S.E.S.가 활동 1주일 만에 갑자기 후보에서 제외되는 일이 생겼다. 순위 선정에 의문을 품은 팬들이 강하게 항의하였다. 이에 SBS 인기가요 측에서 방송에 출연하지 않는 가수는 1위 후보에서 제외한다는 방침을 공식적으로 시인하기에 이르렀다.
연말 가요 시상식에서 신인상과 본상을 휩쓸었다. 12월 5일 제13회 일간스포츠 대한민국 영상음반대상 <골든 디스크 SKC 신인 가수상>, 12월 6일 제4회 KMTV 가요대전 <인기 가수상>, 12월 18일 제9회 스포츠서울 서울가요대상 <본상>, 12월 27일 제7회 SBS 가요대전 <10대 가수상>, 12월 30일 제18회 KBS 가요대상 <청소년 부문 올해의 가수상>, 12월 31일 제34회 MBC 가요제전 <30세 미만의 국민이 뽑은 인기 가수상>을 수상하였다. 각종 언론들은 1998년 최고의 걸 그룹으로 S.E.S.를 뽑았다.
KBS2 연예가중계가 광장커뮤니케이션에 의뢰해 12월 약 한 달간 전국의 PC통신 사용자 6,631명을 대상으로 벌인 1998년 한국 사이버 방송연예대상 설문 조사 '올해의 미스 네티즌'에서 김희선, 송윤아에 이어 3를 기록하였다. 신나라 레코드 주간 음반 판매량 차트에서 9주 연속 1위를 기록하였다. (1998년 12월 2주, 12월 3주, 12월 4주, 12월 5주, 1999년 1월 1주, 1월 2주, 1월 3주, 1월 4주, 2월 1주) 1999년 2월 중앙일보 경제 주간지인 이코노미스타가 실시한 '청소년들이 가장 좋아하는 연예인' 설문 조사 결과 여자 연예인으로서는 가장 높은 2위를 (7.5%) 기록하였다. 여성신문 애독자와 네티즌의 인기투표로 선정한 98년의 좋은 노래에 뽑혔다.

#### 후속곡 《너를 사랑해》
《너를 사랑해》는 원래 1집에 수록될 예정이었으나 2집 타이틀로 했으면 좋겠다는 이수만 프로듀서의 의견에 따라 2집에 수록되었다. 다시 한 번 대중적으로 큰 히트를 기록하여, S.E.S.가 걸 그룹의 선두주자로 자리를 굳힐 수 있었다. S.E.S.의 이미지에 딱 들어맞는 소녀 스타일의 스쿨룩 컨셉이 호평을 받으면서, 활동 2주 만에 지상파 음악 방송에서 1위를 수상하는 등 빠른 속도로 인기몰이를 하였다. 활동 막바지에는 슈가 만성 위염으로 쓰러지면서 굿바이 무대도 가지지 못한 채 급하게 활동을 마무리하게 된다.
리스피아르 조사 연구소에서 1999년 3월 25일부터 3월 31일까지 전국 5대 도시 (서울,부산,대구,광주,대전)에 거주하는 만 10세 이상 65세 이하의 남녀 1,358명을 대상으로 실시한 상반기 연예인 인기도 조사 결과에서 여자 가수 부문 2위를 차지했다. 또한 10대 남성이 좋아하는 여자 가수 3위, 10대 여성이 좋아하는 여자 가수 2위, 20대 남성이 좋아하는 여자 가수 2위, 20대 여성이 좋아하는 여자 가수 3위를 차지했다.

#### 공백기
활동이 없었던 수록곡 《Shy Boy》가 경향신문 대중 선호도 조사인 '대중문화 인기순위' 인기가요 부문에 7주 동안 TOP 10에 랭크되었다. 2집 활동 당시 <롤롤> 의상을 협찬 받아서 활동한 계계기로 광고 모델로 발탁되었다. 8월경 수재민을 위해 성금 100만원을 기부하였다. KBS 국제방송이 방송의 날을 맞아 1999년 8월 한달간 인터넷 홈페이지를 통해 국내외 네티즌들을 대상으로 '네티즌의 선택, 한국 가요 베스트 10' 인기투표를 실시한 결과, 《Dreams Come True》가 3,950표로 가장 좋아하는 곡 1위를 차지하였다. 또한, 1990년대 한국 가요계 장르 흐름을 선도한 50곡 후보 가운데서도 1위를 차지하였다. 해당 결과는 9월 4일과 5일 방송의 날 특집 프로그램을 통해 10개 언어로 단파와 인터넷을 통해 전세계로 생중계되었다.
9월 조사 기준 1999년 활약한 여자 가수들 중에서 가장 많은 수익을 올린 가수는 단연 S.E.S.였었다. 동아일보 보도에 의하면, 2집 활동으로 약 13억여원의 억대 수입을 올린것으로 조사되었다. 음반 판매 수익 10억 5천만원과 1회에 1천만원을 받는 기업체 행사 10회 출연 및 CF 수입 1억 5천만원을 합친 수치이다.

### 1999년~2000년: 정규 3집 《Love》
정규 2집 활동 종료 후 약 6개월 간의 공백기를 가진 후, 10월 29일 정규 3집 음반 《Love》를 발매하였다. 외모로 주목받던 S.E.S.가 뮤지션으로서 행보를 차근차근 밟아가기 시작한 건 정규 3집부터다. 당시 S.E.S.는 머리 염색 등의 문제로 KBS, SBS에 출연 정지를 당해 MBC의 프로그램에만 출연했다. 그러면서도 입소문을 탄 타이틀곡 《Love》와 후속곡 《Twilight Zone》등으로 음악적인 성과를 거뒀다.

#### 타이틀곡 《Love》
《Love》는 국내의 보편적인 멜로디 위주의 전략을 내세운 다른 여성 걸 그룹의 컨셉을 배제하고, 비비드 장식으로 화려함을 더한 이국적인 컨셉으로 고급스런 접근을 시도했다. 아름다운 멜로디와 노랫말은 S.E.S.라는 걸 그룹의 파격적인 염색의 이미지와 아주 적절히 맞아 떨어졌다. 미국 올로케이션으로 뮤직 비디오를 촬영하였다. 한국 가수 최초로 슬로우 모션 카메라를 사용하여 뮤직 비디오를 촬영하는 시도를 하였다.
3집은 방송 활동 악재가 있었다. 발매 3일만에 한국음반산업협회 집계 기준 약 55만장(550,030장)을 팔아치웠다. 종전의 정규 2집 《S.E.S.2》가 2개월 8일동안 팔아치운 약 53만장(535,591장) 기록을 무려 단 3일만에 갱신하는 상업적인 파괴력을 보여주었다.
총 누적 음반 판매량은 한국음반산업협회 집계 기준 약 76만장(760,475장)이 팔려나가며, S.E.S 음반들 중에 가장 많이 팔렸다. 또한 S.E.S 자체 기록갱신 뿐만 아니라 걸 그룹 역사상 블랙핑크 정규 1집 THE ALBUM 다음으로 많이 팔린 음반으로서 역대 걸그룹 음반 판매량 2위에 해당하는 대기록이다. 역대 여성 그룹 가수와 여성 솔로 가수를 모두 통산하여도, 블랙핑크 130만장과 이소라가 종전에 신나라 레코드 집계 기준 기록한 80만장에 이은 역대 3위 기록이다. 1998년 9월부터 시작된 음반 판매량 집계 기관의 판매량 발표 시작후로서는, 한국음반산업협회 집계가 시작된 이후 현재 한터차트와 가온차트 집계에 이르기까지 모든 여성 아티스트 사상 2위 기록이다.
그러나 3집 활동은 직접적인 방송 활동에 있어서는 악재로 가득한 시기였다. 보수적인 성향의 KBS는 머리색을 문제삼아 '노랗게 염색한 머리 색깔이 시청자에게 혐오감을 주고 청소년에게 좋지 않은 영향을 끼칠 수 있다'는 이유로 방송 출연을 금지시켰고, SBS는 특정가수가 자사의 음악 방송 인기가요를 통해 컴백하지 않았다는 이유로 S.E.S.의 방송출연을 금지시키면서 공중파에서는 MBC만 출연할 수 있는 상황이었다. 원래 MBC 음악캠프에서 컴백한 다음날 SBS 인기가요에 출연할 예정이었지만 방송 당일 인기가요 측에서 '하루 걸러 방송하는 것은 무리'라며 출연 취소를 통보하였고, 이에 반발한 SM 엔터테인먼트가 소속가수 전부를 SBS에서 철수시키는 것으로 맞대응을 하게 되면서 갈등이 심화되었다. SM 엔터테인먼트는 S.E.S.를 포함한 소속가수 전부를 SBS에 출연시키지 않기로 하였으나, 이듬해인 2000년부터 S.E.S.를 포함한 SM 엔터테인먼트 소속 가수들이 다시 SBS에 출연하게 되었다.

#### 후속곡 《Twilight Zone》
2000년 1월 23일 SBS 인기가요에서 최진영의 영원을 제치고 3집 활동 처음이자 마지막으로 지상파 1위를 수상하였다.
후속곡 《Twilight Zone》의 활동 당시에도 방송사와의 많은 난관에 부딪혀야만 했다. 'Come into my bed'라는 가사말과 '배꼽티'는 선정적이라는 지적때문에 결국 'Bed'를 'Heart'로 바꾸고 배꼽을 가린채 공중파 무대에 서는걸로 마무리 지으면서 3집 활동 이 후 공중파 3사의 전체 활동이 가능하게 되었다.
11월경 미국의 래퍼슨 사를 비롯한 네오비전, 존 미디어 등 3개의 프로덕션으로부터 미국 진출 제의를 받았으나 미국 팝계의 인종차별, 음악적 문화적 차이 등의 높은 벽을 허물기에 부족한 점이 많다고 판단해 진출 제의를 거절했다.
11월 한 방송사의 조사 결과 외국 네티즌들이 가장 좋아하는 여가수로 뽑혔다. 1999년 한 유수의 대학에서 총학생회가 '올해 축제에서 가장 보고 싶은 가수'를 묻는 학내 설문 조사를 실시했을 때 학생들이 꼽은 1위는 당시 최고 인기의 걸 그룹인 S.E.S.였다.

#### 삼속곡 메들리 《샤랄라》, 《Sugar Baby》, 《I've Been Waiting for You》
3집 활동의 막바지에는 《샤랄라》를 구성한 메들리 활동을 선보인 후 활동을 마무리 짓고 일본 활동을 이어나갔다.

#### 공백기
2000년 3월 19일 올림픽 공원 체조 경기장에서 첫 단독 콘서트를 개최하였다.

### 2001년: 정규 4집 《A Letter from Greenland》, 음악적인 성장
정규 3집 활동 종료 후 약 11개월 간의 공백기를 가진 후, 2000년 12월 23일 정규 4집 음반 《A Letter from Greenland》를 발매하였다. 이는 역대 공백기 중 가장 긴 공백기를 가지고 컴백한 앨범이었다. 원래는 11월 중순에 앨범을 발매하고 컴백할 예정이었으나 앨범 작업이 모두 끝난 이후 바다의 목에 염증이 생기면서 앨범 발매가 한 달 반 정도 미루어졌다. 앨범 발매 10일만에 한국음반산업협회 집계 기준 약 45만장을 돌파하였다. 이는 종전 2000년 걸그룹 단일 음반 판매량 1위인 핑클 Now의 3개월 판매량을 단 9일 만에 경신한 기록이었다.
S.E.S.는 3집의 성공으로 외모와 함께 음악에도 성숙미를 주며 4집에서 또 한 번 변화를 줬다. 4집 앨범은 S.E.S.가 일본 활동을 통해 실력과 안목이 한층 향상된 상황에서 전반적으로 짜임새 있는 음반 구성과 완성도 높은 음악으로 평가 받는다. 타이틀곡은 《감싸안으며》로, 후속곡은 《Be Natural》로 활동하였다. 《감싸안으며》는 일본 데뷔곡 《めぐりあう世界(한국어: 메구리 아우 세카이 →우연히 만난 세계)》를 써준 シマノ智 (한국어: 시마노 사토시)의 곡으로, 일본 R&B의 선두주자 여성 솔로 MISIA의 히트곡인 〈つつみ込むように(한국어: 츠츠미코무요우니 →감싸안듯이)〉를 번안한 곡이다. 《Be Natural》 활동에서는 정통 재즈 스타일의 곡을 소화함으로써 음악적으로 진지하게 어필하려는 모습을 보이려 노력하였다. 바다의 청량한 고음 샤우팅과 함께 시작되는 타이틀곡 《감싸안으며》로 음악적 성장을 확인시켰고, 이후 퍼포먼스보다는 다분히 음악성에 집중한 《Be Natural》을 후속곡으로 꺼내들며 타 걸 그룹과의 차별성을 강조하였다. 바다가 적극 주장해 후속곡으로 선정됐다는 《Be Natural》은 당시나 지금이나 걸 그룹이 활동하기에는 다소 난해한 곡이라는 평가가 많다. S.E.S.라서 시도할 수 있었던 곡이라는 재평가는 아이돌 세대가 흘러가면서 더욱 설득력을 얻었다.
MBC 일요일 일요일 밤에 '게릴라 콘서트'에서 11,745명의 관객을 동원하며, 당시 최다 인원 동원이라는 대기록을 세웠다. 전체 시청률은 TNS 조사 기준으로 23.1%를 기록하여 당시 방송 기준으로 최고 시청률 기록을 썼으며, 순간 시청률은 40.1%까지 치솟아 2000년대 이후 역대 MBC 예능 순간 시청률 2위와 역대 아이돌 그룹 순간 시청률 1위 기록을 썼다. 공식 홈페이지에는 무려 3,000여개의 글이 도배되며 화제성과 파급력을 입증하며 국민 걸그룹임을 공고히 하였다.
《감싸안으며》로 지상파 음악 방송에서 총 8번의 1위를 차지하였다. 공중파와 케이블을 통틀어 SBS를 제외한 7개의 TV 가요 순위 프로그램에서 3주 1위를 차지하였다. KBS2 뮤직뱅크에서 <3주 연속 1위 골든컵>을 수상하였다. MBC 음악캠프에서 <3주 연속 1위 King of the Camp>를 수상하였다.
중앙선거관리위원회가 제작하는 선거 홍보 광고 만화에 S.E.S.가 캐릭터 모델로 발탁됐다. 해당 선거 홍보 광고 만화는 인터넷, 일간지, 오프라인 배부처를 통해서 홍보되었다. 연예인이 선거를 알리는 만화에 등장한건 최초로 있는 일이였다. S.E.S.는 "우리 사회를 더욱 건강하고 밝게 만들기 위해서는 젊은층의 건전한 참여정신이 최우선이라고 생각한다"며 "새로 스무살이 되는 새내기들이 올바른 선거관을 갖고 각종 선거에 적극 참여토록 하는 데 일조하기 위해 이번 광고에 기꺼이 응하게 되었다"고 출연 배경을 밝혔다.
5월 5일 어린이날 청와대에서 열린 어린이날 기념 공연 행사에서 여자 가수 대표로 초청받아서 공연을 펼쳤다. 1집 공백기때 국가홍보 CF 촬영을 이후 2번째로 청촤대에 초청받았다. 6월 21일 KBS2 뮤직뱅크에서 실시한 "2001 상반기 최고의 가수?" 설문 조사에서 99,588표를 얻어, 여자 가수로서는 가장 높은 2위를 차지하였다.

### 2001년: 스페셜 4.5집 《Surprise》, 일본 활동의 집대성 최초의 여름 활동
정규 4집 활동 종료 후 약 3개월 간의 공백기를 가진 후, 2001년 7월 12일 스페셜 4.5집 음반 《Surprise》를 발매하였다. 역대 활동 중 가장 짧은 공백기를 가지고 컴백한 앨범이었다. 타이틀곡 《꿈을 모아서》로 활동했다. 항상 겨울에 활동을 펼쳤던 S.E.S.가 처음으로 여름에 활동한 앨범이기도 하다. 바다가 앨범의 디렉팅을 맡았으며, 《꿈을 모아서》는 세 멤버들이 함께 가사를 작곡했다. 일본과 대만을 비롯한 아시아 전역에서 발표되었던 곡들을 한국에서 다시 새롭게 편곡하여 발표하는 앨범으로 국내 최초로 시도되는 것이기에 많은 관심을 끌었다.
핫트랙스 7월 4째주 주간 음반 판매량 1위를 기록했고 7월 3째주 튜브뮤직 주간 음반 판매량 1위, 4째주 2주 연속 1위를 기록했다. 네이버 사운드 키워드 검색어 순위에서 8월 3째주 1위, 8월 4째주 1위 2주 연속 1위를 차지했다. 정규 앨범이 아닌 스페셜 앨범으로는 드물게 10만장 이상의 선주문량을 기록했다.
(주) 리스피아르 조사 연구소에서 실시한 2001 하반기 연예인 인기도 조사 결과에서 여자 가수 부문 1위를 차지했다. 또한 남자가 좋아하는 여자 가수 부문 1위, 여자가 좋아하는 여자 가수 부문 1위를 차지했다. 《꿈을 모아서》가 8월 30일 KBS2 뮤직뱅크에서 경남 항공고 학생들이 가장 좋아하는 가요 1위로 선정됐다. 9월 2일 SBS 인기가요에서 신화의 Hey, Come on!과 1위 후보 대결에서 1위를 수상했고, 1위 영상 iTV Hot3 Big10에서 1위를 수상했다. 1위 수상 모습 보관됨 2022-04-07 - 웨이백 머신 연말 서울가요대상 인터넷 투표 1차에서 1위, 2차에서 1위를 기록했다.
한국음반산업협회가 집계한 연간 음반 판매량 차트에서 357,986장을 기록하며 16위를 차지했고, 신나라 미디어가 집계한 2001년 음반 판매 결산에서 여가수중 최고로 36만장을 기록하며 15위를 차지했다.

### 2002년: 정규 5집 《Choose My Life-U》, 마지막 활동
2002년 2월 14일 정규 5집 음반 《Choose My Life-U》를 발매하였다. 타이틀 곡은 《U》으로 후속곡은 《Just a Feeling》으로 활동하였다. 타이틀 곡 《U》는 록과 라틴풍의 음악이 조화를 이룬 유럽 스타일의 미디엄 댄스곡이다. 2002년 2월 26일 서울 광운대학교 문화관 대극장에서 공식 팬클럽 친구 5기 창단식을 기념한 단독 팬미팅을 개최하며 팬들에게 최초로 5집 무대를 선보였다. 후속곡 《Just a Feeling》으로 활동 당시에도 많은 인기를 얻었으며, 후에 M.net 슈퍼스타K 오디션 현장에서 지원자들이 너무 많이 불러서 심사위원들의 판단을 흐린다는 이유로 금지곡으로 지정되기도 하였다. 5집 활동은 약 4개월간 이루어졌으며, 총 누적 음반 판매량은 한국음반산업협회 집계 기준 약 40만장(406,528장)이 팔려서 연간 차트 11위, 한터차트 집계 기준 약 55만장(554,587장)이 팔려서 연간 차트 4위에 랭크됐다.
2월 24일 SBS 인기가요에서 컴백 무대를 가졌다. 3월 10일 SBS 인기가요에서 컴백 2주만에 초고속으로 지상파 1위를 수상하였다. 3월 한국 MTV '이달의 인기 가수'에 선정되었다. 3월 21일 한국에 방문한 일본 고이즈미 총리가 서울 삼성동 코엑스 지하 1층에서 S.E.S.의 정규 5집 음반을 구매한 일화가 있었다. 3월 23일 MBC 음악캠프에서 JTL과 함께 1위 후보에 올라 1위, 3월 30일 핑클의 영원과 1위 후보에 올라 통산 2주, 연속 2주 1위를 수상하였다. 2002 상반기 리스피아르 연예인 인기도 조사 여자 가수 부문에서 2위에 랭크됐다. 1위인 핑클과 0.1%의 간발의 차이였다. SBS 인기가요에서 《U》로 3주 연속 1위 왕중왕을 수상하였다. MBC 음악캠프에서 《U》로 2주 연속 1위를 수상했다. M.net에서 결산한 2002 상반기 가요 베스트 27에서 《U》가 5위를 기록하였다.

### 2003년: 싱글 《Remixed》
2003년 8월 28일 싱글 《Remixed》를 발매하였다. 정규 5집 히트곡 《달리기》와 《Just a Feeling》을 리믹스한 앨범이다. 싱글 앨범이 활성화되지 않았던 당시 국내 음반 시장의 다양화에 기여한다는 긍정적인 평가를 받았다.

### 2003년: 스페셜 5.5집 《FRIEND》
2003년 11월 20일 스페셜 앨범 《FRIEND》가 발매되었다. 활동 기간 중 마지막 앨범으로, 해체 직전 팬들을 위한 서비스 차원의 곡들로 구성되어 있다. 특별한 방송 활동이나 프로모션은 하지 않았고, 뮤직 비디오만 제작이 되었다. 활동이 없었던 앨범, 해체 직전 발매, 음반 시장 불황등에도 불구하고 한국음반산업협회 집계 기준 약 9만장(94,654장)의 판매량을 기록하였다.

### 해체
2002년 12월, S.E.S.와 SM 엔터테인먼트의 전속 계약이 끝나게 되면서 공식적인 해체를 하게 된다. 2002년 12월 19일, SM 엔터테인먼트에서 유진이 SM 엔터테인먼트를 떠나 독자적인 활동을 하고 싶다는 뜻을 밝혀 재계약을 하지 않기로 합의했다고 발표함으로써 S.E.S.의 해체가 공식화되었다. SM 엔터테인먼트는 유진이 재계약을 거부했기 때문에 팀이 해체된다는 식으로 유진에게 모든 책임을 전가하는 듯한 행태를 보였는데, 이후 인터뷰에서 바다는 정상에 있을 때 해체하는 것이 가장 아름다운 일이고 그것이 S.E.S.라는 이름을 멋지게 지키는 길이라고 생각했다고 밝히며 '세 멤버의 동의로 이루어진 해체'라는 점을 강조하였고, 일본 활동을 마감하고 국내 활동을 준비할 당시부터 SM 잔류 여부와 상관없이 각자의 길을 걷기로 이미 합의를 끝낸 상태였다고 설명하였다. S.E.S.의 해체 여파로 SM 엔터테인먼트의 주가는 당일 6.25% 급락하였다. 이에 SM 엔터테인먼트는 '그동안 S.E.S.의 음반 판매가 부진했기 때문에 소속사에서 많은 투자를 해오지 않았고 올해 활동이 다소 부진했기 때문에 협상 결렬이 전체 매출에 미치는 영향이 크지 않을 것' 이라며 진실을 호도하는 모습을 보였다. 바다는 MP 엔터테인먼트와 20억 계약설이 있었으나 양측의 입장차이로 계약이 무산되면서 웅진코웨이개발 산하 웅진 미디어와 5억원에 전속계약을 체결하였다. 유진은 S.E.S. 데뷔 당시 SM 엔터테인먼트에서 매니지먼트를 맡았던 정해익과 4억원에 계약을 맺었고, 슈는 SM 엔터테인먼트와 재계약을 체결하였다. KBS2 《러빙유》출연 당시, 유진은 언론과의 인터뷰에서 '데뷔할 때부터 각자의 미래에 대해 생각해 왔다. S.E.S.로 영원히 활동할 수 있는 것도 아니고, 생각없이 끌려가는 그룹이 되기는 싫었다'고 밝힌 적이 있었다. 이후 유진은 'S.E.S.라는 그룹 이미지가 있었기에 혼자 활동을 할 수 없었고, 각자 꿈을 이루기 위해 서로의 길을 가기로 결정을 내려야만 했다'고 해체 이유를 밝혔다.

### 2016년~2017년: 《REMEMBER》, 해체 14년만에 데뷔 20주년 기념걸 그룹최초 재결성

#### 재결성 보도와 진행 과정
S.E.S.를 스타덤에 오르게 한 SM 엔터테인먼트와 함께 무계약으로 걸 그룹 역사상 유례없는 최초의 데뷔 20주년 기념 프로젝트를 다양한 형태로 선보이며 팬들과 만났다. 2016년 10월 3일 오후 5시 8분경 엑스포츠뉴스의 단독 보도를 통해서 해체 14년만에 재결합 전격 결정 소식이 보도되었다. 이후 각종 언론사들의 뉴스 보도가 쏟아졌다. 당일 21시 37분경 바다, 유진, 슈 3명의 멤버가 같은 시간 같은 장소에서 동시에 자신들의 인스타그램에 재결합 전격 결정이 사실이라는 글을 업로드 하였다. 당일 23시 21분에 슈는 자신의 공식 팬 사이트 Fanshoo.net에 직접 컴백 소식의 글을 업로드 하였다. 당일 포탈 사이트 네이버 옌예 기사면 일간 많이 본 뉴스 1위, 일간 댓글 많은 뉴스 1위를 기록하였다. 10월 6일 유진은 자신의 다음 공식 팬카페 Pisces에 팬들에게 직접 컴백 소식의 글을 업로드 하였다. 17일 바다가 본인의 인스타그램에 20주년 기념 파티에서 유진이 이제 곧 S.E.S.의 이름으로 앨범도 나올 거 같고 콘서트도 할 거 같다고 말한 영상을 업로드 하였다. 23일 오전 데뷔 20주년 기념 프로젝트 《REMEMBER》에 대한 상세 내용이 공식 발표되었다. 리얼리티 프로그램 방송, 단독 콘서트 개최, 앨범 발매 등의 다양한 형태로 팬들을 만날것이며 해당 활동으로 발생하는 전체 수익의 20%를 불우 이웃 돕기에 기부한다고 밝혔다. SM 엔터테인먼트 역사상 계약없이 활동을 지원해주는 건 최초이다.

#### SM STATION 《Love Story》 음원 발매
2016년 11월 28일 자정 데뷔 20주년 기념 프로젝트 《REMEMBER》의 첫 포문으로 SM STATION 음원 《Love Story》가 각종 음원 사이트에 발매되었다. 활동 당시 정규 3집 앨범 타이틀 곡 《Love》에 데뷔 정규 1집 타이틀 곡 《I'm Your Girl》을 매쉬업 형태로 리믹스한 리메이크 곡이다. 발매 후 각종 음원 사이트의 실시간 진입 차트 상위권을 기록하였다. 멜론 9위, 지니 7위, 엠넷 3위, 벅스 25위, 네이버뮤직 6위, 올레뮤직 2위, 몽키뮤직 9위를 기록하였다. 보아, 소녀시대 태연, 이수지, 시크릿 송지은, 이상엽, 심은경 등의 많은 연예인들의 컴백 축하 응원 메시지가 이어졌다. 49주차 가온차트 스트리밍 차트에서 1,367,481건, 다운로드 차트에서 63,930건을 기록하였다. 12월 9일 KBS2 뮤직뱅크에서 35위를 기록하였다.

#### 방송 출연
2016년 12월 17일 KBS2 유희열의 스케치북 게스트로 출연하여 무대를 꾸몄다. 20주년 기념 스페셜 앨범 수록곡 《Candy Lane》과 《산다는 건 그런거 아니겠니》의 무대를 최초 공개하였다. AGB 조사 기준 전국 시청률 2.8%를 기록하였으며, 특히 S.E.S. 출연 구간이 최고의 1분 분당 시청률을 기록하였다.

#### 리얼리티 프로그램 방송
2016년 12월 5일에서 9일, 12일에서 16일까지 오전에 모바일 동영상 앱 옥수수(Oksusu)에 리얼리티 프로그램 《Remember, I'm Your S.E.S.》가 매회 약 30분 분량으로 총 10회 공개되었다. 12월 23일 MBC에서 《Remember, I'm Your S.E.S.》를 1시간 분량으로 편집한 크리스마스 특집 편성 《리멤버 S.E.S.》가 방송된다는 소식이 보도되었다. 1세대 걸 그룹의 리얼리티 프로그램이 지상파에 편성되어 방송되는 건 최초이다. 12월 25일 《리멤버 S.E.S.》가 방송되었다. 새벽 방송, 1회성 리얼리티 프로그램, 크리스마스 이브에서 크리스마스로 넘어가는 황금기 공휴일임에도 불구하고 AGB 조사 기준 2.7%, TNmS 조사 기준 3.1%의 높은 시청률을 기록하였다.

#### 단독 콘서트 개최
2016년 11월 30일 단독 콘서트 티켓 단독 판매처인 Yes24를 통해서 티켓 예매가 시작되었다. 양일 약 2,000석 총 누적 약 4,000석의 좌석이 예매 1분만에 모두 매진 세례를 이루었다. 12월 30일 단독 콘서트가 개최되기 전인 정오경에 《Love Story》의 뮤직 비디오가 SM 엔터테인먼트의 공식 YouTube 채널인 SMTOWN에 기습 공개되었다. 12월 30일과 31일 양일 2틀 연속으로 세종 대학교 대양홀에서 단독 콘서트 《Remember, The Day》를 개최하였다. 이 자리에는 양일 약 2,000명, 총 누적 약 4,000명의 팬덤이 집결하였다. 더블 타이틀곡 《Remember》와 《한 폭의 그림》의 뮤직 비디오들을 선공개하였고, 20주년 앨범 신곡들의 무대를 선보였다. 세종 대학교 대양홀은 S.E.S.의 공식 팬클럽 첫 단독 팬미팅 장소라는 역사적인 의미와 더불어 팬들과 더욱 가까이 호흡하는 공연이 되기 위해 위의 장소가 선정되었다고 한다.

#### 연말 가요 시상식 출전
2016년 12월 13일 팬 사이트인 Fanses에 MBC 가요대제전 출연 소식이 비공식적으로 올라왔다. 12월 21일 MBC 가요대제전 출연 확정 소식이 공식적으로 보도되었다. 콘서트가 개최되고 있었던 31일 MBC에서 사전 녹화한 가요대제전 무대가 방송되었다. 해체 후, 2005년 M.net·KM 뮤직 비디오 페스티벌에서 《PD 선정 특별상》 수상 이후로 11년만의 2번째 연말 가요 시상식에 출전하는 무대였다.

#### 스페셜 앨범 《REMEMBER》 발매
2016년 12월 23일 온라인을 통한 음반 예약 판매가 시작되었다. 타이틀 곡은 《Remember》와 《한 폭의 그림》 2곡이 더블 타이틀 곡으로 선정되었다. 《한 폭의 그림》이 활동 당시 S.E.S.의 음악 색깔을 상징했던 뉴잭스윙 장르의 메인 타이틀 곡이며, 《Remember》는 팝 발라드로 팬송 성향이 짙은 더블 타이틀 곡이다. 2017년 1월 1일 자정에 더블 타이틀 곡들중에 하나인 《Remember》의 음원이 온라인 음원 사이트에 먼저 선 발매되었으며, SM 엔터테인먼트 공식 YouTube 채널 SMTOWN에 뮤직 비디오도 함께 공개되었다. 다음날인 1월 2일 데뷔 20주년 기념 스페셜 앨범 《REMEMBER》 음반이 발매되었다. 정오에는 더블 타이틀 곡들중에 나머지 1곡인 《한 폭의 그림》과 모든 수록곡들 음원이 온라인 음원 사이트에 발매되었으며, SM 엔터테인먼트 공식 YouTube 채널 SMTOWN에 《한 폭의 그림》 뮤직 비디오도 함께 공개되었다. 해당 앨범은 20년이라는 시간 동안 자신들을 한결같이 지지하고 응원해준 팬들을 위한 앨범으로서, 추가적인 방송 활동이나 프로모션 활동은 진행하지 않았다. 유진이 2016년 12월 30일 데뷔 20주년 기념 단독 콘서트 사전 취재 질의 응답 시간을 통해 앨범 발매 후 공식적인 활동은 없다고 말하였다.
1월 1주차 가온차트 다운로드 차트에서 《Remember》가 38,561건, 《한 폭의 그림》이 15,854건을 기록하였다. 1월 13일 KBS2 뮤직뱅크에서 《Remember》가 33위, 1월 20일 45위를 기록하였다. 한터차트 집계 기준 초동 음반 판매량 약 3천장(3,360장), 가온차트 집계 기준 총 누적 음반 판매량 약 6천장(6,373장)의 판매고를 기록하였다. 2017년 1월 가온차트 여자 가수 음반 판매량 8위를 기록하였다. SM 엔터테인먼트 공식 YouTube 채널 SMTOW에 등록된 데뷔 20주년 기념 뮤직 비디오들의 조회수는 2018년 11월 20일 기준으로 《한 폭의 그림》 2,901,926회, 《Remember》 1,596,208회, 《Love Story》 1,031,694회를 기록하고 있다.

#### 단독 팬미팅 개최
데뷔 20주년 기념 프로젝트 《REMEMBER》가 끝난지 2개월 만인, 2월 8일 팬 사이트 Fanses에 데뷔 20주년 기념 단독 팬미팅 《그 약속들이 모인 자리》를 개최한다는 깜짝 소식이 전해졌다. 해당 팬미팅은 SM 엔터테인먼트 주도로 계획된 데뷔 20주년 기념 프로젝트가 아니였으나, 활동 당시부터 이어온 팬들이 자발적으로 준비하여 S.E.S.도 참석에 동의하여 개최된 팬미팅이다. 예정에 없었던 일정으로 20주년 기념 활동에 아쉬움이 있었던 팬들에게 또 다시 좋은 추억을 안겨준 깜짝 이벤트였다. 원래 200석 한정으로 진행될 예정이였으나, 많은 팬들의 참여 의사로 400석으로 상향 조정하게 되었다.
3월 1일 서울 삼성동 베어홀에서 데뷔 20주년 기념 단독 팬미팅 《그 약속들이 모인 자리》가 개최되었다. 걸 그룹이 데뷔 20주년을 기념하는 단독 팬미팅을 개최하는 건 최초이다. 이 자리에는 약 400명의 팬덤이 집결하였다. 3월 23일 결혼을 앞둔 바다가 팬들과 함께 웨딩 화보를 촬영하는 서프라이즈 이벤트를 진행해 큰 훈훈함을 안겼다.

#### 기념 화보 촬영
작은 아씨들 콘셉트로 마리끌레르 3월호 화보를 촬영하였다. 데뷔 20주년을 맞은 소감을 진솔하게 밝혔다.
이로서 데뷔 20주년을 기념하는 프로젝트는 모두 순조롭게 종료되었다.

#### 평가 및 의의
S.E.S.의 데뷔 20주년 기념 재결성은 걸 그룹 역사에 또 하나의 큰 이정표를 남겼다. 영국의 스파이스 걸스, 일본의 SPEED 등의 다른 나라의 한 시대를 대표했던 걸 그룹들의 재결성은 있었지만, 그동안 대한민국 걸 그룹들의 재결성은 없었다. S.E.S.가 최초로 이뤄낸것이다. 또한 앨범 발매 당시에 한 시대를 수놓았던 2세대 걸 그룹들의 팀 해체와 활동 중단의 소식이 하루가 멀다하게 들려왔고 블랙핑크, 트와이스, 레드벨벳, 여자친구, I.O.I 등으로 대표되는 3세대 걸 그룹들로의 세대교체 가속화로 걸 그룹 판도가 급격하게 바뀌던 시기였다. 이런 시기에 S.E.S.의 재결성은 후배 걸 그룹들이 앞으로 나아갈 미래의 길에 또 하나의 이정표를 제시한 대중가요 역사상 걸 그룹 최초의 발걸음이었다. 하지만 가요계의 성수기 시절을 피해서 컴백하며 처음 데뷔곡의 임팩트를 이어가는 행보는 보이질 못한다.

## 일본 활동

### 진출 배경
SM 엔터테인먼트의 해외진출이 본격화된 것은 1997년 H.O.T.의 중국 진출부터다. 그러나 병역 문제 등으로 제약을 받는 남성 아이돌 보다, 여성 아이돌이 해외 활동에 더 수월하다고 판단한 SM 엔터테인먼트는 다국적 멤버로 구성된 S.E.S.를 기획하여 본격적인 해외 진출을 시도했다.

### 활동 성과
1998년 2월, 데뷔 100일이 지난 시점에 S.E.S.는 일본 진출을 공식적으로 선언했다. 일본의 연예 기획사 스카이 플래닝과 계약금 2,500만 엔에 2년간 총수입의 70%를 받는 조건을 전속 계약을 맺었다. 활동 초기인 8월 28일 도쿄 롯폰기에 위치한 에이벡스 소유의 클럽 벨파레에서 데뷔 싱글 발매 쇼케이스를 가져 음악 프로듀서, 매스컴 관계자, 음반 도매상, 일반 관객 등 1천명이 넘는 인원이 모여들어 성황을 이루었다. SBS 저녁 메인 뉴스 8시 뉴스에서 S.E.S.의 일본 진출 소식을 단독으로 보도하였다. 10월 21일 발매된 데뷔 싱글 〈めぐりあう世界〉가 발매 첫주 오리콘 주간차트에서 37위를 기록, 계은숙, 김연자 등 엔카 가수를 제외한 일본에 진출한 한국 가수 중 역대 최고의 성적을 기록했다. 첫주 타워레코드를 비롯한 대형 레코드숍 판매순위 3∼4위를 차지했다. 일본에서는 음반이 매달 21일에 맞춰 한꺼번에 쏟아진다. 10월에도 10대 최고 우상 SPPED를 비롯해 2백여명이 새 음반을 발매하였다. 그틈을 비집고 한국 그룹 데뷔작이 단숨에 상위권에 오른것은 '이변'이었다. TV 도쿄 가요 프로그램 차트에서 12위를 기록하기도 하였다. 1999년 2월 25일 VAP 레코드의 하야가와 사장으로부터 일본내에서 기대 이상으로 호응을 얻으며 자사 홍보에 크게 기여한 점을 높이사 <감사패>를 수상하였고 MD 플레이어 한대씩을 선물받았다. 서태지에 이어 일본에서 5만장을 돌파한 2번째 한국 가수라는 기록을 남겼다. 정규 음반은 총 2장으로 1999년 3월 10일에는 정규 1집 앨범 《REACH OUT》을, 이듬해 2000년 5월 24일에는 정규 2집 앨범 《Be Ever Wonderful》을 발매하였다. 그 밖에도 도쿄 Bay FM 'Precious harmony'의 레귤러로 발탁되어 1999년 4월부터 약 1년 반 동안 'Artist Paradise' 코너를 진행하였다. 이어서 후지 TV가 기획한 뮤지컬 동아비련에 슈가 여주인공으로 캐스팅되어 일본 6인조 그룹 V6의 멤버 요시코 이노하라와 함께 무대에 서기도 했다.

### 저조의 원인과 영향
그러나 S.E.S.가 일본에 진출했을 당시의 일본 걸그룹 시장은 스피드, MAX, D&D 등 라이브 실력으로 호평을 받으며 음반 시장을 장악하고 있는 그룹들로 이미 포화 상태였다. 더불어 S.E.S.는 외국인으로서 갖는 핸디캡을 극복하기 위해 힙합 스타일의 곡을 부르길 원했지만, '한국에선 그런 것이 먹혔는지 모르지만 일본에선 어림도 없다'는 Sony 측의 반대로 일본식 댄스곡을 부르게 된다.
기획사 선정에 있어서도 문제가 있었다. 일본 여성 4인조 그룹 SPEED의 프로듀서로 잘 알려진 이지치 히로마사의 계약을 포기하고 스카이플래닝과 계약을 맺었으나 앨범 기획이나 컨셉, 홍보 등 일본 활동 전반에 걸쳐 기획력 부재가 여실히 드러나게 된다. 음반 레이블 선정 또한 문제가 발생했다. Sony와 음반 계약을 체결할 예정이었지만 전속 기간이 짧아 불안정하다는 이유로 계약이 무산되고 만다. 결국 SM 엔터테인먼트는 일본 NTV 및 요미우리 신문 계열의 신생 음반사 VAP와 계약을 체결하게 되는데, 이 회사는 음반보다는 애니메이션과 드라마 영상 소프트 제작 이미지가 강한 회사로, 여성 아이돌 가수의 성공 실적이 전무한 상황이었기 때문에 S.E.S.를 효과적으로 홍보할 수 있는 체제를 갖추고 있지 않았다.
S.E.S.는 일본 활동을 활발하게 진행하기는 했지만 기대 만큼의 성과를 거두지는 못했다. 그렇기에 SM 엔터테인먼트는 S.E.S.가 겪은 다양한 시행착오를 되풀이하지 말아야 한다는 교훈을 얻었고, 결국은 차기 주자였던 보아의 성공을 이끄는 소중한 자산이 되었다.

## 대만 활동
S.E.S.는 일본 음악 시장에 진출한 이듬해인 1999년 2월 대만 음악 시장에도 진출하였다. 대한민국과 일본에서 발매한 음반들을 대만 레이블을 통하여 현지에 발매하고 방문 프로모션 등을 통하여 진출하였다. 총 17장의 음반을 현지에 발매하였다. 괄목할 만한 성과를 내며, 당시 대만내에 불었던 한류의 붐을 개척한 가수들중 한명으로 평가받고 있다.

### 1999년 2월: 첫번째 방문, Korea Big 4 Concert 참석 《宇宙超強美少女聯軍→우주 최강 미소녀 군단》의 상륙
1999년 2월 4일에서 2월 7일까지 2박 3일 일정으로 대만에 첫 방문하였다. 2월 4일 오후 7시반 Rock 레코드 주최로 타이페이 101 디스코텍에서 개최된 '코리아 빅4 그룹 콘서트'에 참석하였다. 당시 대만내에서 높은 인기를 얻고 있었던 클론과 디바 그리고 본격 활동을 시작하는 H.O.T.와 S.E.S 등 4개 그룹의 조인트 콘서트로 기획된 것이다. 이 무대에서 《めぐりあう世界(한국어: 메구리 아우 세카이 →우연히 만난 세계)》, 《I'm Your Girl》, 《Dreams Come True》 3곡의 퍼포먼스를 선보였다.
2월 5일 대한민국 정규 1집과 2집 음반의 곡들을 모아 발매한 셀렉션 앨범 《I'm Your Girl》 발매를 시작으로 본격적으로 대만 음악 시장에 진출하였다. 《宇宙超強美少女聯軍 (병음: Yǔzhòu chāo qiáng měi shàonǚ liánjūn, →우주 최강 미소녀 군단》이라는 캐치 프레이즈를 달고 나온 이 음반은 현지 가요팬들로부터 좋은 반응을 얻었다. 수록곡 중 《Dreams Come True》가 라디오 방송국 Voice of Taipei 차트에서 1위를 기록하였다. 1월 25일 대한민국에서 발간된 사진집 《Dreams Come True》 2천권이 대만으로 건너가자마자 매진 사례를 기록하였다.

### 1999년 5월: 두번째 방문, 걸그룹 최초 해외 공식 팬클럽 탄생
5월 중순 두번째로 방문하였다. 카오슝과 타이페이에서 2번의 공식 팬클럽 창단식을 가졌다. 각각 약 5천여명, 총 약 1만여명의 팬덤이 집결하였다. Rock Record로부터 골든 디스크상을 수상하였다.
1999년 5월 일본 정규 1집 음반 《REACH OUT》을 발매하여 좋은 반응을 얻었다. 아시아권 음반 판매 1위를 기록하였으며, 20만장 이상의 판매고를 기록하였다. 8월 넷째주 최대 케이블 방송국 三立電視 (한국어: 삼립TV, 영어: SETTV) 'HIT CHART 동양권 음반 부문'에서 일간지 대성보가 주간 방송횟수, 음반 판매량, 팬들의 엽서를 집계한 결과 총 2,299표를 얻어 1,393표를 얻은 우타다 히카루를 압도적으로 앞서며 7주 연속 1위를 기록하였다. 이후 통산 11주 1위, 1999년 연간 차트 1위를 기록하였다. 라디오 방송국 UFO 音樂奇葩 (병음: Yīnyuè qípā, →음악적 경이)의 '아시아 최고 인기 노래 차트'에서 《(愛)という名の誇り(한국어: 아이토 이우 나노 호코리, →사랑이라는 이름의 용기)》가 1999년 7월 2위, 8월 2위, 9월 1위를 기록하였다.

### 1999년 10월: 세번째 방문, ICRT 지진 자선공연 참석
대한민국 정규 3집 음반 《Love》가 三立電視 (한국어: 삼립TV, 영어: SETTV) 'HIT CHART 동양권 음반 부문'에서 통산 14주 1위, 1999년 연간 차트 9위, 2000년 연간 차트 8위를 기록하였다.

### 2001년 6월: 네번째 방문, 《Surprise》발매와 MTV 썸머 콘서트 참가 홍보
2001년 6월 대한민국과 대만에 동시에 발매될 스페셜 4.5집 음반 《Surprise》 홍보 프로모션을 위해 4번째로 방문하였다. 공항에는 많은 팬들과 언론사들의 인파가 몰려들었다. 주요 음반 판매점에서 싸인회를 가졌으며 엄청난 팬덤의 인파가 몰려들었다. 각종 언론 매체와 인터뷰등을 가졌고 Avex Record로부터 골든 디스크상을 수상하였다. 6월 대만 MTV의 《Artist of The Month (한국어: 아티스트 오브 더 먼스, →이달의 인기 가수)》로 선정되었다. 출처

### 2001년 8월: 다섯번째 방문, MTV 썸머 콘서트 한국 대표로 참석
8월 18일 까오시옹의 시외 콘서트 홀에서 열린 세계적 음악 채널 MTV의 3대 콘서트중 하나인 썸머 콘서트에서 공연을 가졌다. 썸머 콘서트는 아시아 각국의 대표급 가수들이 나와 한마당 공연을 펼치는 공연으로서, 대한민국 가수로서는 유일하게 초청되었다.

## 해체 이후 ~ 재결합 이전

### 모임
S.E.S.는 2002년 해체 이후에도 꾸준한 만남을 이어오며 남다른 우정을 과시했으며, 2016년 10월 3일 공식적으로 재결성을 발표하며, 2016년 11월 28일에서 2017년 1월 2일까지 기간 한정으로 재결성하였다.
| 연도   | 분류                                    | 내용                                    | 비고                                                          |
| ------ | --------------------------------------- | --------------------------------------- | ------------------------------------------------------------- |
| 2003년 | 유진 뮤직뱅크 무대                      | 유수영 참석 응원                        |                                                               |
| 2003년 | 바다 뮤지컬 페퍼민트 제작발표회         | 유진 참석 응원                          |                                                               |
| 2003년 | 유수영 23번째 생일 파티                 | 바다, 유진 깜짝 생일 축하               |                                                               |
| 2003년 | 바다 첫번째 솔로 데뷔 무대              | 유수영 참석 응원                        |                                                               |
| 2004년 | 유진 공식 팬클럽 'Pisces' 창단식 현장   | 바다, 유수영 참석 응원                  |                                                               |
| 2005년 | 바다 공식 팬클럽 '칼리오페' 창단식 현장 | 유진 참석 응원                          | 유수영의 축하 메시지                                          |
| 2005년 | 유진의 팬 캠프                          | 바다 참석 응원                          |                                                               |
| 2005년 | 유수영의 뱃보이 공연 무대               | S.E.S. 전원 참석                        | KBS2 연예가중계 단독 방송                                     |
| 2005년 | 망고 패션쇼 행사장                      | S.E.S. 전원 참석                        |                                                               |
| 2005년 | Mnet Music Video Festival 공연 무대     | S.E.S. 전원 참석                        | S.E.S.의 축하무대 (친구 - 두번째 이야기), PD 선정 특별상 수상 |
| 2005년 | 데뷔 8주년 기념 팬미팅                  | S.E.S. 전원 참석                        | 8주년 기념 공연                                               |
| 2006년 | 바다〈Find the Way〉뮤직 비디오         | S.E.S. 전원 참석                        | 유진, 슈 우정 출연                                            |
| 2006년 | 바다의 3집 쇼케이스                     | S.E.S. 전원 참석                        |                                                               |
| 2006년 | 바다 첫 단독 콘서트                     | S.E.S. 전원 참석                        | 유진, 유수영 엔딩 무대                                        |
| 2006년 | 바다 Ti Story 런칭 행사                 | 유수영 참석 응원                        |                                                               |
| 2007년 | 오뜨 웨딩 2007년 10월 호                | 유진, 유수영 웨딩 화보                  |                                                               |
| 2007년 | 데뷔 10주년 기념 팬미팅                 | S.E.S.의 공연                           | 멤버 제작 흰색 면 티셔츠 선물 KBS2 연예가중계 단독 방송       |
| 2007년 | KBS 해피투게더 시즌3                    | 유진, 유수영 출연                       |                                                               |
| 2008년 | KBS2 불후의 명곡〈S.E.S.〉편            | S.E.S. 전원 참석                        | S.E.S.의 명곡 소개                                            |
| 2009년 | 바다 정규 4집 바다를 바라보다..         | 유진 참여                               | 13번 트랙〈... 나요〉수록                                     |
| 2009년 | MBC 쇼! 음악중심〈MAD〉무대             | S.E.S. 전원 참석                        | 유진과 출연, 유수영는 객석에서 응원                           |
| 2009년 | MBC 놀러와 S.E.S. 특집                  | S.E.S. 전원 참석                        |                                                               |
| 2009년 | S.E.S. 12주년 파티                      | S.E.S. 전원 참석                        |                                                               |
| 2009년 | 유진 뷰티 시크릿 출판 기념회            | S.E.S. 전원 참석                        |                                                               |
| 2009년 | 바다 두번째 단독 콘서트                 | S.E.S. 전원 참석                        | 유진, 슈 엔딩 무대                                            |
| 2010년 | 유수영의 싱글 Devote One's Love         | S.E.S. 멤버 전원 참여 곡〈With Me〉수록 |                                                               |
| 2010년 | MBC FM 4U 김범수와 꿈꾸는 라디오        | 바다, 유수영 출연                       |                                                               |
| 2010년 | 인스타일, 마이웨딩 4월호                | S.E.S. 전원 참석                        | MBC 기분좋은날 단독 방송                                      |
| 2010년 | 유수영의 결혼식                         | S.E.S. 전원 참석                        | 바다, 유진의 축가 열창 및 웨딩 촬영                           |
| 2011년 | 유진의 결혼식                           | S.E.S. 전원 참석                        |                                                               |
| 2012년 | KBS2 스타인생극장 유진편                | S.E.S. 전원 참석                        | 2부, 3부 출연                                                 |
| 2012년 | 제 4회 그린하트 바자회                  | S.E.S. 전원 참석                        |                                                               |
| 2012년 | 하퍼스 바자 6월호                       | S.E.S. 전원 참석                        | 그린하트 바자회 기념 촬영                                     |
| 2012년 | 유수영 부활 - 더 골든데이즈 공연 무대   | S.E.S. 전원 참석                        |                                                               |
| 2012년 | 데뷔 15주년 기념 팬미팅                 | S.E.S. 전원 참석                        | 기념 공연 및 팬들과 저녁 식사                                 |
| 2013년 | 유진의 온스타일 《Get it beauty》       | 바다 게스트 출연                        |                                                               |
| 2013년 | 제 5회 그린하트 바자회                  | S.E.S. 전원 참석                        |                                                               |
| 2013년 | Oh Boy 2013년 8월호                     | S.E.S. 전원 참석                        | 그린하트 바자회 기념 촬영                                     |
| 2013년 | S.E.S. 데뷔 16주년                      | S.E.S. 전원 참석                        | 멤버 모두 SNS에 영상 게재                                     |
| 2013년 | KBS2 불후의 명곡 바다 출연              | 유진 참석 응원                          | 전영록편 - 오빠 특집 1탄                                      |
| 2014년 | Oh Boy 2014년 5월호                     | S.E.S. 전원 참석                        |                                                               |
| 2014년 | 제 6회 그린하트 바자회                  | S.E.S. 전원 참석                        |                                                               |
| 2014년 | MBC 무한도전                            | 바다, 유수영 출연                       | 객원맴버로 소녀시대의 서현 참여                               |
| 2015년 | Oh Boy 2015년 5월호                     | 그린하트 바자회 기념 촬영               |                                                               |
| 2015년 | KBS2 해피투게더 유진 출연               | 슈 우정 출연                            | 바다 전화 음성 출연                                           |
| 2015년 | 제 7회 그린하트 바자회                  | S.E.S. 전원 참석                        |                                                               |
| 2016년 | 제 8회 그린하트 바자회                  | S.E.S. 전원 참석                        | 명동에서 개최                                                 |
| 2016년 | 이수만 프로듀서와 회동                  | S.E.S. 전원 참석                        | 멤버 모두와 이수만 프로듀서가 참석한 사진을 SNS에 게재        |
| 2016년 | S.E.S. 재결합 선언                      | S.E.S. 전원 참석                        | 멤버 모두가 참석한 영상을 SNS에 게재                          |
| 2016년 | I'm Your S.E.S. 촬영                    | S.E.S. 전원 참석                        | 20주년 스페셜 다큐가 OKSUSU에서 공개 (12월 5일~16일까지 방영) |
| 2016년 | 20주년 콘서트 Remember, The Day         | S.E.S. 전원 참석                        | 12월 30~31일 이틀 간 진행                                     |

### 여론 조사
| 발표일 | 기관                   | 대상        | 질문                                                         | 결과   | 출처            |
| ------ | ---------------------- | ----------- | ------------------------------------------------------------ | ------ | --------------- |
| 2007년 | KBS 홍진경의 가요광장  | 가수        | 최고의 걸 그룹                                               | 1위    | [ 199 ]         |
| 2009년 | MBC 섹션TV 연예통신    | 연예부 기자 | 다시 보고 싶은 인기 그룹 BEST 15                             | 4위    | [ 200 ]         |
| 2010년 | 한겨례                 | 전문가      | 최고의 아이돌                                                | 4위    | [ 201 ]         |
| 2011년 | KBS2 세대공감 토요일   | 대중        | 최고의 걸 그룹 BEST 10                                       | 4위    | [ 202 ]         |
| 2011년 | KBS2 뮤직뱅크          | 가수        | 다시 보고 싶은 90년대 전설의 아이돌                          | 6위    | [ 203 ]         |
| 2012년 | 조선일보               | 전문가      | 90년대를 대표하는 대중문화 콘텐츠                            | 6위    | [ 204 ]         |
| 2012년 | TVN enews24            | 연예부 기자 | 다시 보고 싶은 90년대 인기 아이돌                            | 4위    | [ 63 ]          |
| 2013년 | KBS2 뉴스타임 연예수첩 | 가수        | 다시 보고 싶은 90년대 아이돌 그룹                            | 4위    | [ 205 ]         |
| 2014년 | Billboard              | 전문가      | K-Pop Girl Groups You Need to Know                           | TOP 10 | [ 206 ]         |
| 2015년 | 틸리언패널             | 대중        | 무한도전 '토토가' 출연 가수 중 가장 반가운 가수              | 1위    | [ 207 ] [ 208 ] |
| 2015년 | 패널나우               | 대중        | 무한도전 '토토가' 출연 가수 중 2015년에 컴백했으면 하는 가수 | 1위    | [ 209 ]         |
| 2016년 | KBS2 연예가중계        | 대중        | 한국인이 사랑하는 레전드 아티스트                            | 24위   | [ 210 ] [ 211 ] |
| 2016년 | AMPM                   | 대중        | S.E.S. vs 핑클 다시 보고싶은 걸 그룹은?                      | 1위    | [ 212 ]         |
| 2016년 | 동아일보 & 엠브레인    | 대중        | 최고의 여성 아이돌                                           | 3위    | [ 213 ]         |
| 2016년 | 동아일보 & 엠브레인    | 대중        | 최고의 여성 아이돌 노래                                      | 7위    | [ 213 ]         |
| 2016년 | 동아일보               | 전문가      | 최고의 여성 아이돌                                           | 4위    | [ 213 ]         |
| 2016년 | 동아일보               | 전문가      | 최고의 여성 아이돌 노래                                      | 3위    | [ 213 ]         |

## 이미지와 인기 비결

### 이미지 평가
- 문화 평론가 손동수

S.E.S.라는 마치 혜성과 같이 나타나 연속 히트곡을 뿌리고 있는 여성 트리오가 있다. 나는 이들이 토크쇼에라도 나와서 화면을 빤히 바라보며 이야기할 때면 그 투명하면서도 반짝이는 시선에 화들짝 놀라곤 한다. 각각 나름의 개성을 가졌다는 세명의 구성원이지만 이들이 뿌리는 시선은 서로 차별이 없다. 이들은 나이를 반영하듯 어디 한군데도 사심을 찾을 수 없는 미소와 '우리 정말 예쁘지 않아요'라고 말하는 듯한 눈빛으로 화면을 장악한다.
우리는 이 오래되고 익숙한 화면 장악을 보면서, 정말 그들이 노래를 하거나 이야기를 하면서 화면 너머로 시선을 흘릴 때 이들에 대한 객관적 비평이 인간적으로 가능하기나 하냐고 되묻게 된다.
S.E.S.가 ‘Oh my love∼’를 반복할 때 그들 개인의 의사와는 상관없이 무언가 끊임없는 추파를 던지는 것 같은 시선이 느껴지는 반면 ...중략...

- 일본 대중문화 비평가 김지룡

S.E.S.는 바라만 보는 것으로 만족해야 하는 존재가 아니라 운이 좋으면 사귈 기회가 있을 것 같은 느낌을 주는 연예인이다.

- 핑클 매니저 길종화

핑클은 데뷔 석달이 지날때까지만 해도 아류 취급을 당했다. 당시 핑클의 매니저였던 DSP의 길종화 이사는 "방송사에 홍보 CD를 돌릴 때마다 'S.E.S.와 너무 비슷한 거 아니냐'. '벽을 못넘는다'는 얘길 들었다. 여론이 별로 안좋았던 것이 사실"이라고 말한다.
핑클은 앞서가는 S.E.S.를 따라잡기 위한 차별화 전략으로 자연스러움으로 어필했다. 길종화 이사는 "S.E.S.는 춤이 완벽하고 흠잡을 곳이 없었다. 인터뷰에서도 세련미가 흘렀다. 그래서 오히려 우린 좀 틀리기도 하면서 자연스런 모습을 보이려고 했다. 비슷하게 따라가선 답이 없었다"고 말한다.

- 뮤직 비디오 감독 홍종호

촬영장 분위기는 많이 술렁거렸죠. 그만큼 예쁘고 귀여운 가수들을 저 뿐만 아니라 스텝들이나 주변 분들의 거의 본 적이 없었기 때문에 S.E.S.를 보면서 사람들이 '와, 예쁘다...' 다들 감탄사를 내뱉었죠.

- 에스콰이어 신기주 기자

논산 훈련소에서 걸 그룹 S.E.S.를 처음 봤다. 눈이 뜨이고 귀가 트이는 경이로운 영적 체험이었다.

- 오마이뉴스 김주리 기자

때는 20여 년 전으로 돌아가 바야흐로 1997년 겨울. 꼬꼬마 초등학생이었던 기자는 가요 프로그램을 보던 중 충격에 빠졌다. 당시 즐겨보던 방송에서는 갓 데뷔한 신인들을 소개하는 코너 비슷한 것이 있었는데, 여기에 등장한 S.E.S.라는 걸 그룹이 기자의 눈과 귀를 순식간에 사로잡았다. '우와...'
다채롭거나 화려한 매력을 가진 여인들은 아니었지만, 순백의 옷을 입고 사랑스러운 목소리로 힘차게 춤을 추는 S.E.S.는 다수의 소녀들에게 동경심을 불러 일으켰고, 이후 전에 없던 걸 그룹 센세이션을 일으켰다. 머지않아 변심하긴 했지만, 잠깐 동안 그 '언니들'은 나의 목표이자 우상이자 꿈이었다.

- 스포츠서울 남혜연 기자

S.E.S.가 과거 90년도에 나왔을떼 저렇게 예쁜 아이돌이 나왔을까 정말 되게 충격이였어요.

### 인기 비결
데뷔 당시 S.E.S.의 인기는 하늘을 찌를 듯 하였다. 리듬 앤드 블루스 풍의 노래를 부르는 S.E.S.는 1997년말 데뷔한 이래 빼어난 미모와 깜찍한 몸짓으로 젊은이들의 눈길을 사로잡았다. PC 통신 유니텔이 통신인들에게 S.E.S의 인기 비결을 묻자 1,090명 (남자 657명, 여자 433명)이 응답하였다. 우선 S.E.S에 대한 호감도는 ‘좋아한다’는 응답이 570명으로 높았지만 ‘싫어한다’와 ‘그저 그렇다’는 대답도 각각 204명, 278명에 달하였다. S.E.S가 인기가 높은 이유(중복응답)에 대해 ‘외모때문에’가 612명으로 압도적이었다. 이어 ‘방송에서 밀어주니까’도 309명으로 높았다.
하지만 활동을 할수록 인기 요인이 변화된걸로 나타났다. 2000년 1월 10일 방송된 KBS2 연예가중계에서 네티즌 390명을 조사한 결과 1위 노래가 좋아서 30.9%, 2위 외모가 마음에 들어서 24.8%, 3위 세련된 무대 매너가 마음에 들어서 17.1%, 4위 가창력 16.9%, 5위 변신을 잘한다 14.3%로 나타났다.

### 가창력
S.E.S.는 얼굴이 예쁘면 노래를 못할거라는 여학생들의 기대를 깨드렸다. 1세대 아이돌 그룹이자 소녀 그룹의 원조격인 S.E.S.는 당시 그녀들은 아름다운 외모로도 주목받았지만 가요계와 팬들이 이들에게 열광했던 이유는 어린 나이인데도 뛰어난 가창력을 가졌기 때문이다.
S.E.S.의 보컬의 중심은 바다이다. 섬세하면서도 깊이 있는 표현력이 장점인 바다의 가창력은 S.E.S.의 색깔을 결정하는 가장 큰 요인이기도 하다. 바다는 아이돌 최고 보컬리스트로 꼽힐 정도로 실력을 인정받았다.
4집 활동 당시 라이브 선언을 하며 무대에서 라이브 무대 위주로 활동하였다. 한 때 방송가는 립싱크 천지였다. 그럼에도 S.E.S.는 자신 있게 라이브를 고집했다. 바다의 의지 때문이기도 했고, 바다의 자신감 때문이기도 했다. 그리고 결국 S.E.S.가 성공적인 가수 생활을 마치고 지금까지 이름을 유지할 수 있는 가장 큰 버팀목이 됐다.
바다가 고백하기를 '당시 일본에 갔다오고 나서 S.E.S.에 대한 이미지가 많이 퇴색되어 갔고, 그로 인하여 더 이상 아이돌 스타로서만 머물러서는 안 되겠다라'라는 것을 발견한 것이 라이브 활동의 큰 계기라고 밝혔다.

## 평판
SM 엔터테인먼트 시절 홍보팀장의 경험을 살려 별, 노을 등을 발굴해낸 홍현종 맥스매니지먼트 대표는 S.E.S.의 성공 요인으로 멤버 간의 강한 유대감과 함께 사랑을 꼽았다. 일반적으로 한창 활동을 하던 그룹이 해체할 즈음에는 멤버 간 서로를 원망하거나 헐뜯는 경우가 많지만 S.E.S. 멤버들은 계약이 끝나 각자의 길을 가기로 결정된 후 서로를 챙겨줘 주위 사람들의 마음을 훈훈하게 했다.
S.E.S.의 이런 모습은 합숙 생활이 큰 역할을 했다. 숙소 생활은 멤버 사이에서 묘한 경쟁심과 동시에 서로를 격려하는 분위기를 만들었다. 대한민국 최고 여성 그룹이라는 프라이드도 한몫했다. 홍 대표에 따르면 S.E.S.에게는 연습을 하라고 독촉한 적이 없다. 멤버들은 새로운 춤이나 음악을 직접 찾아 연습했고 마음에 들 때까지 쉬지 않았다. 오히려 코치들이 그만하자고 말릴 정도였다.

## 걸 그룹영향력
S.E.S.의 음악과 컨셉, 이미지 등 많은 부분은 오늘날의 걸 그룹 후배들에게 엄청난 영향을 주고 있다. 이들은 훗날 등장한 걸 그룹들이 나아가는 방향의 모델이 되었던 것이다. 트와이스, 소녀시대와 같이 S.E.S.를 능가하는 걸 그룹을 꼽을 수는 있을 수 있지만, S.E.S.의 영향력에서 벗어난 걸 그룹은 손에 꼽을 정도라고 말 할 수 있다. 지금이야 걸 그룹 대란이라는 말이 생길 정도로 걸 그룹이 넘쳐나지만, 모든 게 S.E.S가 다 길을 닦아놔서 가능했던 것이다.

### 성공 후 등장한 3인조걸 그룹들
쿠키는 S.E.S.의 성공에 영향을 받아 등장한 3인조 걸그룹으로 의상 코스프레부터 음악 스타일까지 너무나 흡사해 노골적인 아류라는 인상이 강했다. 클레오는 제2의 S.E.S.를 꿈꿨던 수많은 걸 그룹들 중에서 가장 주목할만한 활약상을 남긴 것으로 기억된다.

### 빛 나는 소녀들의 꿈,걸 그룹의 롤모델
유진은 많은 아이돌 가수들의 롤모델로 꼽히는것에 대해서 "아이돌 가수들의 롤모델이라는 이야기가 나올 때 보람을 느끼는 거 같다. 열심히 했구나, 올바른 길을 걸어 왔구나 그런 생각이 든다" 고 말하였다.
- 천상지희 더 그레이스

천상지희 더 그레이스는 2006년 세 번째 싱글 '열정 (My Everything)'을 발매하고 가진 스타뉴스 인터뷰에서 여성 그룹들이 한국 음악 시장에서 힘을 못 쓰는 가운데 제2의 S.E.S.의 자리가 비었다고 말하면서 제2의 S.E.S.를 꿈꾸며 S.ES.의 빈자리를 채우고 싶다고 말했다.
- 원더걸스

선예는 2007년 12월 9일 오후 3시 30분 서울 건국대학교 새천년홀에서 열린 S.E.S.의 데뷔 10주년 기념 팬미팅 영상 메시지에서 초등학교때 S.E.S.의 노래를 따라 부르면서 학창시절에 장기자랑을 하였고, S.E.S.를 보면서 정말 많은 것을 배우면서 자랐다고 밝혔다.
- 달샤벳

달샤벳 또한 S.E.S.를 보며 가수의 꿈을 키웠을 만큼 롤모델이다. 세리는 어렸을 때부터 존경하던 S.E.S. 선배님들의 노래를 무대에서 선보일 수 있어 굉장히 영광이다 라고 말했다.
- 러블리즈

유지애는 2015년 12월 18일 더 스타 인터뷰에서 가수가 된 계기라는 질문에 어렸을 때 S.E.S. 선배님들의 무대를 보고 꿈꾸게 됐다고 밝혔다.
- 다이아

다이아가 2015년 9월 14일 서울 청담 '일지 아트홀'에서 열린 데뷔 쇼케이스에서 S.E.S.를 롤모델이라고 밝혔다. 조이현은 롤모델로 꼽은 이유에 대해서는 지금 굉장히 오랜 시간동안 시간이 지났음에도 불구하고 멤버 선배님들께서 굉장히 친하시고 또 지금까지도 S.E.S. 하면 모르는 사람들이 없을 정도로 노래도 다 너무 유명하고 그래서 본인들도 시간이 지났을 때 사람들에게 그렇게 잊혀지지 않는 노래와 잊혀지지 않는 사람으로 기억되고 싶어서 S.E.S.를 팀적으로는 정말 롤모델이라고 말하였다.
정채연은 2016년 10월 10일 bnt뉴스 인터뷰에서 롤모델에 대해 묻자 S.E.S.를 꼽으면서 S.E.S.처럼 하나의 수식어가 붙는 그런 전설적인 걸 그룹이 되고 싶다고 말했다.
- 코코소리

코코소리의 코코는 2016년 4월 29일 아주뉴스 인터뷰에서 S.E.S.를 보면서 연예인의 꿈을 키웠다고 밝혔다.

### 걸 그룹콘셉트 백과사전
- 오마이걸

오마이걸은 2015년 10월 8일 발매한 두 번째 미니 앨범 'CLOSER'를 발매하면서 S.E.S. 스타일을 보여준다고 밝혔다. 17년 전 S.E.S.가 선보인 콘셉트의 새로운 버전을 꺼내들었다. 오마이걸이 발표한 신곡 ‘클로저’는 원조 걸그룹 S.E.S.가 98년 발표한 2집 타이틀곡 《Dreams Come True》의 신비롭고 몽환적인 분위기를 담고 있다. 17년 전 S.E.S.의 느낌을 2015년 버전으로 재해석해 별자리를 표현한 다채로운 구성의 칼군무를 덧입혔다. 승희는 S.E.S. 선배님들의 《Dreams Come True》와 많이 비슷하다고 밝혔다. 유아는 S.E.S. 선배님의 《Dreams Come True》같은 스타일을 오마이걸만의 색깔로 녹여냈다고 밝혔다. 효정은 S.E.S. 선배님들의 《Dreams Come True》와 많이 비슷하다고 밝혔으며, 신비로운 분위기가 S.E.S. 선배님들의 《Dreams Come True》를 듣는 느낌이었다고 밝혔다.
- 여자친구

여자친구는 S.E.S.의 초기 청순 이미지가 중첩돼 있었다. 1997년 겨울 다채롭거나 화려한 매력을 가진 여인들은 아니었지만, 순백의 옷을 입고 사랑스러운 목소리로 힘차게 춤을 추는 S.E.S.는 다수의 소녀들에게 동경심을 불러 일으켰고, 이후 전에 없던 걸그룹 센세이션을 일으켰다. 사실상 다 말했다. 바로 이게 2016년 걸그룹 여자친구의 흥행비결이다. 뜬금없이 추억의 가수를 소환한 이유는 그룹 여자친구가 일정 부분 S.E.S.와 닮은 구석이 있기 때문이다. 어딘지 모르게 J-Pop스러운 이국적인 멜로디와 곡 구성, 수수한 복장과 외모, 청량한 목소리와 파워풀한 군무 등 이들은 과거 S.E.S.가 흥행했던 요소들을 전부 가지고 있다.

## 대중 가요사에 남긴 업적과 가지는 상징성

### 누나부대, 새로운 팬덤의 등장
S.E.S.는 남학생들의 가슴을 설레게 했었다. S.E.S. 덕분에 '오빠부대' 대신 초·중·고 남학생들로 구성된 '누나부대'라는 신조어가 처음 만들어졌다.

### 성별과 세대를 구분짓는 가치 기준
당시 S.E.S.를 '세스? 그게 뭔데' 하고 묻는다면 TV나 라디오와 담을 쌓은 사람이라고 하였다. S.E.S.는 성별과 세대를 구분짓는 가치기준이 되었다. S.E.S.를 모르면 남자도 아니다, S.E.S.를 '에스이에스'라고 읽으면 신세대 '세스'라고 부르면 구세대다 라는 말이 생겨났을 정도이다.

## 주요 커리어

### 음반 판매량
| 1997.11.14                                                                                   | 정규 1집           | 《S.E.S.》                  | 《('Cause)I'm Your Girl》 《Oh, My Love》 | 약 60만 장 (600,000) | 신나라 레코드    | 역대 걸 그룹 음반 판매량 5위 역대 걸 그룹 최초 단일 음반 60만장 돌파 1998년 신나라레코드 연간 음반 판매량 9위 (여성 & 신인 가수로서 유일) 1997년 걸그룹 음반판매1위 | [ 251 ] |
| 1998.11.23                                                                                   | 정규 2집           | 《S.E.S.2》                 | 《Dreams Come True》 《너를 사랑해》      | 651,330              | 한국음반산업협회 | 역대 걸 그룹 음반 판매량 3위 신나라 레코드 주간 음반 판매량 9주 연속 1위 1998년 걸그룹 음반판매1위                                                                  |         |
| 1999.10.29                                                                                   | 정규 3집           | 《Love》                    | 《Love》 《Twilight Zone》                | 760,475              | 한국음반산업협회 | 역대 걸 그룹 음반 판매량 2위 1999년 연간차트 4위 역대 여자 가수 음반 판매량 3위 역대 여자 가수 음반 판매량 2위 (집계 기관 발표 이후) 1999년 걸그룹 음반판매1위      |         |
| 2000.12.23.                                                                                  | 정규 4집           | 《A Letter from Greenland》 | 《감싸안으며》 《Be Natural》             | 635,713              | 한국음반산업협회 | 역대 걸 그룹 음반 판매량 4위 역대 걸 그룹 유일 4앨범 연속 60만장 돌파 2000년 걸그룹 음반판매1위                                                                     |         |
| 2001.07.11                                                                                   | 스페셜 4.5집       | 《Surprise》                | 《꿈을 모아서》                           | 357,986              | 한국음반산업협회 | 2001년 걸그룹 음반판매1위 |         |
| 2002.02.14                                                                                   | 정규 5집           | 《Choose My Life-U》        | 《U》 《Just a Feeling(Remix Ver)》       | 406,528              | 한국음반산업협회 | 2002년 연간차트 11위 2002년 걸그룹 음반판매1위 |         |
| 2002.02.14                                                                                   | 정규 5집           | 《Choose My Life-U》        | 《U》 《Just a Feeling(Remix Ver)》       | 554,587              | 한터차트         | 2002년 한터차트 연간 음반 판매량 4위 |         |
| 2002.08.28                                                                                   | 싱글               | 《Remixed》                 | 달리기(J-Bait Disco Mix)                  | -                    | -                | - | -       |
| 2002.11.21                                                                                   | 스페셜 5.5집       | 《FRIEND》                  | 《S.II.S(Soul to Soul)》                  | 94,654               | 한국음반산업협회 | |         |
| 2017.01.02                                                                                   | 20주년 기념 스페셜 | 《REMEMBER》                | 《Remember》 《한 폭의 그림》             | 6,373                | 가온차트         | 2017년 1월 가온차트 월간 22위 2017년 1월 가온차트 여자 가수 음반 판매량 8위                                                                                         | [ 252 ] |
| '-' 표시는 음반 판매량 집계 기관의 판매량 발표를 통한 정확한 판매량 정보가 없는 것을 뜻한다. |                    |                             |                                           |                      |                  | |         |
| 총 누적 음반 판매량 약 351만 장 (3,513,059 장)                                               |                    |                             |                                           |                      |                  | |         |

### 공식 팬클럽
S.E.S.의 공식 팬클럽 팬덤명은 《친구》이다. 정규 1집 앨범 7번 트랙곡 《친구》에서 영감을 얻은 바다가 변함없는 친구처럼 자신들의 곁에 남아달라는 의미로 선정하였다. 이 후 정규 5집 앨범 4번 트랙곡 《친구 - 두번째 이야기》, 데뷔 20주년 기념 스페셜 앨범 2번 트랙곡 《Remember》, 5번 트랙곡《My Rainbow (친구 - 세번째 이야기)》등의 곡들로 20년동안 자신들을 한결같이 응원하고 지지해준 팬들에게 바치는 팬 송으로 제작하여 발표하였다.
공개 방송 응원 구호는 초창기에는 멤버들의 이름인 《바다》, 《유진》, 《슈》로 응원하였으며 정규 4집 활동부터는 《카리스마 최성희(바다)》, 《미의여신 김유진(유진)》, 《사랑스런 유수영(슈)》 등으로 멤버별의 각기 다른 매력과 개성을 살린 수식어를 붙여 응원하였다. 공식 풍선색은 정규 2집 활동부터 사용한 펄보라색이다.
1998년 5월 31일 서울 세종 대학교 대양홀에서 개최한 공식 팬클럽 《친구》 1기 창단식을 기념하는 대규모 단독 팬미팅 개최를 시작으로 2017년 3월 1일에 개최한 데뷔 20주년 팬미팅까지 팬들과 지속적으로 만남을 이어오고 있으며, 2012년부터는 S.E.S. 그린 하트 바자회를 출범하여 새로운 형식의 만남을 이어오고 있다.
2000년 5월 일본 공식 팬클럽인 《HANA》가 결성되었다.

### 단독 팬미팅
| 공식 단독 팬미팅 | 공식 단독 팬미팅 | 공식 단독 팬미팅 | 공식 단독 팬미팅 | 공식 단독 팬미팅 | 공식 단독 팬미팅                 | 공식 단독 팬미팅          | 공식 단독 팬미팅 | 공식 단독 팬미팅                 | 공식 단독 팬미팅                       |
| 연도 | 날짜             | 시간             | 국가             | 도시             | 장소                             | 개최명                    | 동원 인원        | 비고                             | 기록                                   |
| --- | ---------------- | ---------------- | ---------------- | ---------------- | -------------------------------- | ------------------------- | ---------------- | -------------------------------- | -------------------------------------- |
| 1998 | 05.31            | 오후 05:00~06:00 | 대한민국         | 서울             | 세종 대학교 대양홀               | 빈칸                      | 약 2,500명       | 공식 팬클럽 1기 창단식 기념      | 걸 그룹 최초 공식 팬미팅 개최          |
| 1999 | 05.30            | 오후 02:00~      | 대한민국         | 서울             | 여의도 KBS 공개홀                | 빈칸                      | 약 2,500명       | 공식 팬클럽 2기 창단식 기념      | 걸 그룹 최초 공식 팬미팅 2회 개최      |
| 1999 | 05.21            | 오후             | 중화민국         | 카오슝           | -                                | 빈칸                      | 약 5,000명       | 중화민국 공식 팬클럽 창단식 기념 | 걸 그룹 최초 해외 공식 팬미팅 개최     |
| 1999 | 05.22            | 오후             | 중화민국         | 타이페이         | -                                | 빈칸                      | 약 5,000명       | 중화민국 공식 팬클럽 창단식 기념 | 걸 그룹 최초 해외 공식 팬미팅 2회 개최 |
| 2000 | 03.26            | 오후 04:30~07:00 | 대한민국         | 서울             | 올림픽 공원 체조 경기장          | 빈칸                      | 약 10,000명      | 공식 팬클럽 3기 창단식 기념      | 걸 그룹 최초 공식 팬미팅 3회 개최      |
| 2001 | 05.10            | 오후 02:00~      | 대한민국         | 서울             | 올림픽 공원 역도 경기장          | 빈칸                      | 약 4,000명       | 공식 팬클럽 4기 창단식 기념      | 걸 그룹 최초 공식 팬미팅 4회 개최      |
| 2002 | 02.23            | 오후             | 대한민국         | 서울             | 광운 대학교 문화관 대극장        | 빈칸                      | 약 4,000명       | 공식 팬클럽 5기 창단식 기념      | 걸 그룹 최초 공식 팬미팅 5회 개최      |
| 2002 | 10.03            | 오후             | 대한민국         | 서울             | 연세 대학교 대강당               | 빈칸                      | 약 1,700명       | 공식 팬클럽 6기 창단식 기념      | 걸 그룹 최초 공식 팬미팅 6회 개최      |
| '-' 표시는 보도를 통한 정확한 정보가 없는것을, '빈칸' 표시는 해당 카테고리와 관련된 사항이 없는것을 뜻한다. 공식 팬미팅은 소속사 SM 엔터테인먼트 측이 공식적으로 모집한 공식 유료 팬클럽에 가입한 회원에 한해서만 참여 기회가 주어진다.                                                                                        |                  |                  |                  |                  |                                  |                           |                  |                                  |                                        |
| 기념 단독 팬미팅 |                  |                  |                  |                  |                                  |                           |                  |                                  |                                        |
| 연도 | 날짜             | 시간             | 국가             | 도시             | 장소                             | 개최명                    | 동원 인원        | 비고                             | 기록                                   |
| 2005 | 12.04            | 오후 12:00~      | 대한민국         | 서울             | 남대문 메사 팝콘홀               | 《S.E.S.&친구》           |                  | 데뷔 8주년 기념                  | 걸 그룹 최초 8주년 단독 팬미팅 개최    |
| 2007 | 12.09            | 오후             | 대한민국         | 서울             | 건국 대학교 새천년홀 국제 회의장 | 빈칸                      | 약 1,000명       | 데뷔 10주년 기념                 | 걸 그룹 최초 10주년 단독 팬미팅 개최   |
| 2012 | 11.24            | 오후             | 대한민국         | 서울             | 강남 아카페 하우스               | 빈칸                      |                  | 데뷔 15주년 기념                 | 걸 그룹 최초 15주년 단독 팬미팅 개최   |
| 2017 | 03.01            | 오후 01:00~      | 대한민국         | 서울             | 삼성동 베어홀                    | 《그 약속들이 모인 자리》 | 약 400명         | 데뷔 20주년 기념                 | 걸 그룹 최초 20주년 단독 팬미팅 개최   |
| '-' 표시는 보도를 통한 정확한 정보가 없는것을, '빈칸' 표시는 해당 카테고리와 관련된 사항이 없는것을 뜻한다. 기념 팬미팅은 해체 이후 기념적인 날을 자축할 목적으로 개최된 팬미팅이다. 소속사 SM 엔터테인먼트 측이 공식적으로 모집한 공식 유료 팬클럽 과는 관련이 없으며, 공식 유로 팬클럽 회원이 아니여도 참여 기회가 주어진다. |                  |                  |                  |                  |                                  |                           |                  |                                  |                                        |

### 단독 콘서트
| 날짜                            | 국가     | 도시 | 장소                    | 개최명                                   | 동원 인원   | 기록 |
| ------------------------------- | -------- | ---- | ----------------------- | ---------------------------------------- | ----------- | --- |
| 1998년 8월 28일                 | 일본     | 도쿄 | 롯폰기 벨파레           | 《S.E.S. First Live in Tokyo》           | 약 1,000명  | |
| 2000년 3월 19일                 | 대한민국 | 서울 | 올림픽 공원 체조 경기장 | 《A Sweet Kiss from The World of Dream》 | 약 10,000명 | 대한민국 가수 단독 콘서트 최초 콘서트 좌석표 인터넷 예약 제도제 실시 2틀만에 콘서트 좌석표 매진 걸 그룹 최초 첫 단독 콘서트 체조 경기장 개최 걸 그룹 최초 체조 경기장 좌석 매진 걸 그룹 최초 대한민국 일본 중화민국 등 아시아 3개국 100여명 기자단 동시 기자회견 실시 대한민국 가수 최초로 3개 국어 기자회견 실시 |
| 2016년 12월 30일                | 대한민국 | 서울 | 세종대학교 대양 홀      | 《Remember, The Day》                    | 약 2,000명  | 걸 그룹 최초 데뷔 20주년 기념 단독 콘서트 개최 걸 그룹 최초 해체 이후 재결성 단독 콘서트 개최 |
| 2016년 12월 31일                | 대한민국 | 서울 | 세종대학교 대양 홀      | 《Remember, The Day》                    | 약 2,000명  | 걸 그룹 최초 해체 이후 재결성 단독 콘서트 2틀 연속 개최 1세대 걸 그룹 최초 2틀 연속 단독 콘서트 개최 |
| 총 누적 동원 인원 : 약 15,000명 |          |      |                         |                                          |             | |

### 시청률 효과
| 방송일     | 방송사 | 프로그램                                  | 시청률 | 시청률           | 기록 | 출처                                    |
| 방송일     | 방송사 | 프로그램                                  | 분류   | 수치             | 기록 | 출처                                    |
| ---------- | ------ | ----------------------------------------- | ------ | ---------------- | --- | --------------------------------------- |
| 2001.01.14 | MBC    | 일요일 일요일 밤에 게릴라 콘서트 S.E.S.편 | 전체   | TNS 23.2%        | 당시 방영된 회차들중 최고 시청률                                                                                 | [ 253 ] [ 254 ] [ 255 ] [ 256 ] [ 257 ] |
| 2001.01.14 | MBC    | 일요일 일요일 밤에 게릴라 콘서트 S.E.S.편 | 순간   | 40.1%            | 역대 MBC 일밤 게릴라 콘서트 순간 시청률 1위                                                                      | [ 258 ] [ 259 ] [ 260 ] [ 261 ]         |
| 2001.01.14 | MBC    | 일요일 일요일 밤에 게릴라 콘서트 S.E.S.편 | 순간   | 40.1%            | 2000년대 이후 역대 MBC 예능 순간 시청률 TOP 6 中 2위                                                             | [ 258 ] [ 259 ] [ 260 ] [ 261 ]         |
| 2001.01.14 | MBC    | 일요일 일요일 밤에 게릴라 콘서트 S.E.S.편 | 순간   | 40.1%            | 2000년대 이후 역대 MBC 예능 순간 시청률 TOP 6 中 연예인 유일 40% 돌파                                            | [ 258 ] [ 259 ] [ 260 ] [ 261 ]         |
| 2001.03.18 | MBC    | 전파견문록 메인 게스트                    | 전체   | TNS 전국 19.4%   | 전 주 대비 3.8% 상승                                                                                             |                                         |
| 2001.03.18 | MBC    | 전파견문록 메인 게스트                    | 전체   | TNS 수도권 18.9% | 전 주 대비 3.2% 상승                                                                                             |                                         |
| 2009.10.26 | MBC    | 놀러와 S.E.S.편                           | 전체   | AGB 전국 15.9%   | 전 주 대비 3.1% 상승                                                                                             | [ 262 ] [ 263 ]                         |
| 2009.10.26 | MBC    | 놀러와 S.E.S.편                           | 전체   | AGB 수도권 16%   | 전 주 대비 2.9% 상승                                                                                             | [ 264 ] [ 265 ]                         |
| 2014.12.27 | MBC    | 무한도전 토토가 바다의 눈물 장면          | 순간   | TNmS 전국 26.6%  | 당일 방송 순간 시청률 최고 기록                                                                                  | [ 266 ]                                 |
| 2014.12.27 | MBC    | 무한도전 토토가 바다의 눈물 장면          | 순간   | TNmS 수도권 32%  | 당일 방송 순간 시청률 최고 기록                                                                                  | [ 266 ]                                 |
| 2016.12.17 | KBS2   | 유희열의 스케치북                         | 전체   | AGB 2.8%         | 전 주 대비 0.8% 상승                                                                                             | [ 267 ] [ 268 ]                         |
| 2016.12.17 | KBS2   | 유희열의 스케치북                         | 전체   | TNmS 2.8%        | 전 주 대비 0.8% 상승                                                                                             | [ 267 ] [ 268 ]                         |
| 2016.12.25 | MBC    | 리멤버 S.E.S.                             | 전체   | AGB 2.7%         | 새벽 방송·1회성 방송· 크리스마스 이브에서 크리스마스로 넘어가는 황금기 공휴일 등의 조건에도 불구하고 높은 시청률 | [ 139 ]                                 |
| 2016.12.25 | MBC    | 리멤버 S.E.S.                             | 전체   | TNmS 3.1%        | 새벽 방송·1회성 방송· 크리스마스 이브에서 크리스마스로 넘어가는 황금기 공휴일 등의 조건에도 불구하고 높은 시청률 | [ 139 ]                                 |

### 잡지 커버모델
| 연도   | 월     | 잡지명       | 출처    |
| ------ | ------ | ------------ | ------- |
| 1998년 | 02월호 | 파스텔       |         |
| 1998년 | 03월호 | TV저널       |         |
| 1998년 | 05월호 | 뮤직라이프   |         |
| 1998년 | 05월호 | 파스텔       |         |
| 1998년 | 07월호 | 파스텔       |         |
| 1998년 | 10월호 | 파스텔       |         |
| 1998년 | 12월호 | 주니어       | [ 269 ] |
| 1999년 | 01월호 | 파스텔       |         |
| 1999년 | 01월호 | 아이러브스타 |         |
| 1999년 | 02월호 | 포토뮤직     |         |
| 1999년 | 02월호 | 짱           |         |
| 1999년 | 02월호 | 스타스타     |         |
| 1999년 | 03월호 | 파스텔       |         |
| 1999년 | 04월호 | 파스텔       |         |
| 1999년 | 04월호 | 짱           |         |
| 1999년 | 09월호 | 스타스타     |         |
| 1999년 | 12월호 | 주니어       | [ 270 ] |
| 1999년 | 12월호 | 파스텔       |         |
| 1999년 | 12월호 | 짱           |         |
| 1999년 | 12월호 | 아이러브스타 |         |
| 1999년 | 12월호 | 토마토       |         |
| 2001년 | 01월호 | 에꼴         |         |
| 2001년 | 04월호 | 더팬         | [ 271 ] |

### 명예홍보대사
| 연도          | 날짜      | 시기       | 기관                    | 임명                                     | 출처 |
| ------------- | --------- | ---------- | ----------------------- | ---------------------------------------- | --- |
| 1999년        | 4월 11일  | 2집 공백기 | 서울 에버랜드           | 아기 호랑이 명예 사육사                  | [ 272 ] |
| 1999년        | 4월 26일  | 2집 공백기 | 문화관광부              | 청소년 사절단                            | [ 273 ] [ 274 ]                                                                                                 |
| 1999년        | 12월 10일 | 3집        | 서울지방검찰청          | 자녀 안심하고 학교 보내기 운동 홍보 대사 | [ 275 ] |
| 2001년        | 2월 9일   | 4집        | 문화체육관광부          | 한국 방문의 해 명예 홍보 사절            | [ 276 ] [ 277 ] [ 278 ] [ 279 ] [ 280 ]                                                                         |
| 2001년        | 2월 15일  | 4집        | 제17회 2002 한일 월드컵 | 명예 홍보 위원                           | [ 281 ] [ 282 ] [ 283 ] [ 284 ] [ 285 ] [ 286 ] [ 287 ] [ 288 ] [ 289 ] [ 290 ] [ 291 ] [ 292 ] [ 293 ] [ 294 ] |
| 2001년        | 8월 4일   | 4.5집      | 제17회 2002 한일 월드컵 | 문화홍보사절                             | [ 295 ] [ 296 ] [ 297 ] [ 298 ] [ 299 ] [ 300 ] [ 301 ] [ 302 ] [ 303 ] [ 304 ]                                 |
| 총 횟수 : 6회 |           |            |                         |                                          | |

### 내용주
1. ↑  2014년 5월 26일 / 채널A / 그때 그 사람 中 90년대 10대 소녀 3명으로 구성된 S.E.S.는 대중에게 걸 그룹이라는 명칭을 알리고 이후 걸 그룹 전성 시대를 연 주인공인데요.
2. ↑  최초의 온라인 S.E.S. 팬클럽 I.Y.F.
3. ↑  당시에는 앨범 정식 발매 전 TV나 잡지 등을 통해 프로모션 활동을 가진 후 앨범을 발매하는 케이스가 잦았다.
4. ↑  1998년 1월 17일 / KMTV / 쇼뮤직탱크 5위에서 단숨에 1위로 점프한 곡이다. S.E.S. ('Cause) I'm Your Girl.
5. ↑  당시 5주 연속 1위를 차지한 가수에게는 최강자라는 타이틀이 붙었다.
6. ↑  1998년 2월 14일 / KMTV / 쇼뮤직탱크 연속 5주 1위를 차지한 S.E.S.이다. ('Cause) I'm Your Girl.
7. ↑  IMF 경제 한파로 쇼 오락 프로그램이 폐지되는 쪽으로 흘러가자 개국 초기 프로그램명인 인기가요로만 바꿔서 방송을 이어나갔다.
8. ↑  1998년 9월 18일 / M.net / 프라임 콘서트 '98 스피드 012 콘서트 S.E.S. I'm Your Girl
9. ↑  1998년 9월 18일 / M.net / 프라임 콘서트 '98 스피드 012 콘서트 S.E.S. Oh My Love
10. ↑  본상 개념의 상을 인기 가수상으로 줬음
11. ↑  본상 개념의 상을 인기 가수상으로 줬음
12. ↑  200년 8월 11일 / M.net / 가요베스트27 中 유진 "저희가 여름에 처음 활동해요. 저희 항상 겨울에 했어요. 아 여름에 한번 활동하면 좋겠다 했는데 드디어 또 보통 앨범도 아니고 스페셜 앨범 그거 가지고 활동하니까 너무 신나요."
13. ↑  2001년 8월 15일 / SBS / 좋은아침 中 슈 "저희가 항상 겨울에 활동했었어요. 저같은 경우는 겨울을 무지무지 싫어하는데 추워서 밖에 공개방송 같은데 나가면요 막 마이크가 부르르 떨리고 그럴정도로 추워요. 근데 여름에는 처음 활동해요. 근데 곡도 굉장히 상쾌하고 여름에 딱 어울리는 곡인거 같아요."
14. ↑   기사로는 2분으로 보도되었지만 당시 실제 티켓팅은 1분만에 매진되었다.
15. ↑  S.E.S. 20주년 스페셜 앨범 2월까지 한터 판매량 추이
16. ↑  이 시기에 엘르 화보도 촬영하였지만, 해당 화보는 바다의 결혼을 자축하기 위해 촬영된 것이지 데뷔 20주년 기념 의미와 다르기에 생략함.
17. ↑  1999년 6월 2일 / iTV / 뮤직박스 / S.E.S. 공식 팬클럽 친구 2기 팬미팅 현장 인터뷰 中 유진 "네 저희가 얼마전에 대만에 또 두번째로 갔다왔는데요. 이번에 가서는 지방에서 그 다음에 타이페이에서 저희 팬클럽 창단식을 가졌는데 정말로 많은 사람들이 와주셔서 너무너무 감동하고 놀랬어요."
18. ↑  2016년 1월 16일 / KBS2 / 연예가중계 한국인이 사랑하는 레전드 아티스트 中 '얼굴이 예쁘면 노래를 못할거라는 여학생들의 기대를 깬 걸 그룹의 레전드죠.'
19. ↑  2000년 1월 20일 / KBS2 / 연예가중계 中 S.E.S.는 바다가 보컬의 중심인데요. 섬세하면서도 깊이 있는 표현력이 장점인 바다양의 가창력은 S.E.S.의 색깔을 결정하는 가증 큰 요인이기도 하다.
20. ↑  2001년 7월 27일 / M.net / 우리들의 스타 中 바다 '우리가 일본에 갔다오고나서 S.E.S.에 대한 이미지가 많이 퇴색이 되어갔구나라는것 때문에 더 이상 아이돌 스타로 머물러서는 안되겠다라는 저희들 안에서는 S.E.S.가 존재하는 안에서는 큰 얘기였어요. 그래서 그런걸 발견한 시기 이후부터 3집을 넘어가고 특히나 이번에 좀 전에 발표했었던 4집때 저희가 라이브까지 하면서 새로운 모습을 많이 보여드렸는데 저는 솔직히 제가 팀의 그런 분위기로 말씀드리자면 그런게 참 큰 계기였던거 같아요.'

### 참조주
1. ↑  2016년 1월 25일 08시 53분 / 업다윤뉴스 / 김미현 기자 기태영 유진, 모두 과거지사!
2. 1 2  airan@yna.co.kr (2016년 2월 11일). “<시청자가 찜한 TV> 엄마로 돌아온 '원조요정'…'슈돌' 14계단↑”. 연합뉴스.
3. 1 2  [ 2015년 8월 6일 15시 02분 08초 / 스포츠조선 / 이정혁 기자] SES·핑클→에이핑크→여자친구, '청순 걸그룹' 기준은 변신 중
4. 1 2  1999년 11월 2일 / 중앙일보 47면 / 강찬호 기자 S.E.S, 3집발표 본격 활동 개시
5. ↑  2012년 3월 15일 19시 13분 / 뉴시스 / 김정환 기자 상금 10억, 오디션 프로 결정판 '글로벌 슈퍼 아이돌'
6. ↑  [100beat.com 아이돌 특집 최고의 아이돌과 최악의 아이돌은 누구?] 2010년 9월 21일, 한겨레
7. ↑  “유영진 10 LINE” 보관됨 2010-12-17 - 웨이백 머신 2010년 5월 4일, 10아시아, 강명석
8. ↑  2015년 8월 31일 18시 11분 / OSEN 뮤직톡톡 짜리몽땅, S.E.S-씨야가 보인다
9. 1 2 3 4  1998년 3월 11일 16시 01분 / 조선일보 / 황성혜 기자 소녀 그룹 SES "인기보다 노래하는게 좋아요"
10. 1 2  1999년 2월 2일 / 매일신문 / 金炳九 기자 보관됨 2015-12-22 - 웨이백 머신 춤·미모·가창력…여가수군단 돌풍
11. 1 2 3 4 5 6 7 8 9 10 11 12 13 14  2014년 12월 31일 / 국민뉴스 / 공희준 기자 보관됨 2015-12-22 - 웨이백 머신 S.E.S는 어떻게 만들어졌나
12. ↑  이인경 기자, 김성의 기자 (2006년 10월 27일). “[연예기획] 안양·계원예고 스타탄생 양대산맥”. 중앙일보.
13. ↑  김미영 기자 (2008년 1월 21일). “유진 슈 바다 SES 데뷔과정 셋다 달랐다”. 뉴스엔.
14. ↑  ‘무릎팍’ SES 유진, 이수만 직접 캐스팅했다 2013년 4월 26일, 뉴스엔, 최현영 기자
15. ↑  2003년 4월 9일 / 한국일보 스타 메이커 캐스팅 디렉터 김수현
16. ↑  김경민 & 강유경 기자 (2007년 12월 9일). “SES 유진 충격고백 “데뷔 전 슈가 잠적했었다””. 뉴스엔.
17. ↑  바다 "S.E.S 시절 365일 연습, 속옷 짜면 땀이 주륵" 보관됨 2015-11-25 - 웨이백 머신 2010년 9월 28일, TVDaily, 이경호 기자
18. ↑  2014년 7월 14일 19시 38분 09초 / 스포츠경향 / 오은지 기자 바다, 안무팀 멤버들과 각선미 자랑 "소중한 그녀들과 함께"
19. ↑  매거진 지기 (2001년 3월). “봄을 부르는 세 요정 S.E.S.”. KBS 크레지오 매거진. 2001년 3월 31일에 원본 문서에서 보존된 문서. 2018년 11월 26일에 확인함.
20. ↑  취재-박선희 기자 / 사진-이재하 기자 <I'm Your Girl>로 상큼 다가온 가요계의 핫 이슈! S.E.S
21. ↑  글 김미주 / 사진 유운상 / 스타 월드 제공 S.E.S. 잡지 소개 中
22. 1 2  2014년 1월 3일 17시 33분 / 전자신문 / 전지연 기자 [핫UCC] 인디가수 기면승의 '아엠 유어 걸'
23. ↑  1998년 3월 11일 7시 31분 동아일보 허엽 기자 ［가요］강산에－리아－Ｓ．Ｅ．Ｓ 「엔화벌이」 일본 공략
24. ↑  1998년 9월 10일 11시 43분 / 일간스포츠 / 정교민 기자 보관됨 2016-03-04 - 웨이백 머신 [연예] 인기 상한가 '여가수 전성시대'
25. 1 2  이수만 평전 Part2 슬픈 마네킹 32 S.E.S와 누나부대의 출현 中
26. 1 2  2016년 2월 15일 20시 53분 39초 / 뉴스엔 / 황혜진 기자 S.E.S 데뷔 후 첫 광고 개런티 무려 1억 5천만원 (명단공개)
27. 1 2  2016년 2월 15일 21시 / 스포츠투데이 / 오효진 기자 보관됨 2016-03-02 - 웨이백 머신 슈 광고 출연료는? S.E.S 전성기 못지 않은 몸값 (명단공개)
28. ↑  1998년 2월 23일 / 문화일보 / 金娟秀기자 그룹 S.E.S ‘눈떠보니 스타’
29. ↑  1998년 12월 11일 11시 26분 / 연합뉴스 <올해 국내 음반시장 지난해보다 침체>
30. ↑  1999년 1월 17일 18시 05분 / 동아일보 / 김갑식 기자 [韓日 대중문화 동반시대/대중가요 비즈니스]한국경우
31. ↑  1998년 12월 31일 / 동아일보 33면 / 김갑식 기자 “돌아본'98 가요 김현정 S.E.S 핑클…새별들'번쩍 번쩍'”
32. ↑  “음반시장 정체속 여성가수들 약진”. 중앙일보. 1999년 12월.
33. ↑  1999년 12월 10일 / 조선일보 37면 / 권혁종 기자 99년 대중음악 결산
34. 1 2  1998년 5월 16일 / 미국 Billboard / Cho Hyun Jin 기자 The Next Sounds You'll Hear New Asian Talent
35. ↑  2013년 12월 13일 8시 / 이코노미 조선 / 조성아 기자 보관됨 2016-02-25 - 웨이백 머신 ‘삼촌팬’ 등에 업은 걸 그룹의 생존 경제학
36. ↑  2016년 1월 16일 / KBS2 / 연예가중계 / 한국인이 사랑하는 레전드 아티스트 中 '데뷔곡으로 발매 3주만에 1위.'
37. ↑  1998년 2월 21일 / MBC 젋은 그대 공식 홈페이지 1998년 2월 셋째주 금주의 BEST 10 구일 고등학교 학생 500명 대상 설문 조사
38. ↑  1998년 2월 28일 / MBC 젋은그대 공식 홈페이지 1998년 2월 넷째주 금주의 BEST 10 강남역 거리 시민 500명 대상 설문 조사
39. ↑  2015년 2월 6일 14시 39분 / TV데일리 / 김현아 기자 B1A4 진영·민효린, '칠전팔기 구해라' OST '널 만난 이후' 공개
40. ↑  2003년 9월 4일 / 한국일보 50면 / 최지향 기자 보관됨 2016-03-10 - 웨이백 머신 노래로 보는 세상 / 서연 "여름 안에서"
41. ↑  1998년 4월 21일 / 경향신문 25면 / 오광수 기자 한석규·최진실 최고 탤런트
42. ↑  (주) 리스피아르 조사 연구소 보관됨 2015-12-22 - 웨이백 머신 1998년도 상반기 연예인 인기도 조사 (PDF파일 확인 필요)
43. ↑  1998년 4월 5일 / MBC / 일요일 일요일 밤에 '김국진의 국민 투표' S.E.S.의 지지도 조사 결과
44. ↑  1998년 5월 21일 / SBS / 한밤의 TV연예 빌보드에 보도된 자신들의 소식을 전하는 S.E.S.
45. ↑  2018년 3월 29일 / 국민통일방송 / 그땐 그랬지 / 03:15~19 보관됨 2018-11-11 - 웨이백 머신 가요계의 원조 요정 S.E.S
46. ↑  1998년 5월 23일 / SBS 드림콘서트 MC 류시원과 인터뷰 中 '얼마전에요 어떤 조사 기관에서요 50대 우리 남자들에게 가장 사랑받는 그룹으로 뽑혔습니다 우리 S.E.S.가'
47. ↑  1998년 7월 6일 / 한겨례 16면 인터넷 최고 스타는 이승희
48. ↑  1998년 6월 11일 / MBC / 특종! 오늘의 토픽[깨진 링크(과거 내용 찾기)] S.E.S, O.P.P.A. '자녀 안심하고 학교 보내기 운동' 감사패 수상
49. ↑  “연예단신 '98 MTV 뮤직상 시청자 투표”. 경향신문 (네이버 뉴스 라이브러리). 1998년 6월 23일.
50. ↑  “볼만한 프로 98 상반기 연예계 10대 뉴스 연예가중계”. 경향신문 (네이버 뉴스 라이브러리). 1998년 6월 23일.
51. ↑  1998년 6월 29일 / 경향신문 25면 가요순위 상반기결산
52. ↑  1998년 7월 8일 / 매일경제 7면 / 조현재 기자 '웰컴투 코리아' 합창
53. ↑  2006년 5월 12일 10시 5분 / 일요신문 / 신민섭 기자[깨진 링크(과거 내용 찾기)] [I LOVE 스타] 진짜 진짜 변신한 유진
54. ↑  1998년 7월 25일 / 서울신문 15면 / 李鍾壽 기자 상반기 최고스타 박세리 / MBC 10대 1,000명 조사 부문별 1위
55. ↑  1998년 7월 24일 / 부산일보 / 이정희 기자 10대 청소년 연예인 선호도 설문 조사
56. ↑  “S.E.S에 관한 문답들”. 파스텔. 1998년 11월호.
57. ↑  “유진의 인터뷰”. 파스텔. 1999년 1월호.
58. ↑  정재우 기자 (1998년 12월 3일). “'세 요정' SES 신바람…2집앨범 52만장 주문”. 스포츠 서울.
59. 1 2  최현정 기자 (2015년 12월 7일). “EXID, 한 해 3연속 1위 달성…역대 6번째 대기록”. 스포츠동아.
60. ↑  이유현 기자 (1998년 12월 29일). “[김희선] 올해의 미스 네티즌”. 스포츠조선.
61. ↑  네티즌이 보는 연예가 '미스 네티즌=탤런트 김희선' 1998년 12월 31일, 동아일보, 이승헌 기자
62. ↑  98 사이버 방송연예대상 1998년 12월 31일, 한겨레
63. 1 2  이경남 기자 (2012년 11월 23일). “[eNEWS]다시 보고 싶은 90년대 그룹 1위는?”. eNEWS24. 2018년 11월 22일에 원본 문서에서 보존된 문서. 2018년 11월 21일에 확인함.
64. ↑  1999년 2월 26일 14시 17분/ 중앙일보 이코노미스트 보관됨 2016-03-04 - 웨이백 머신 大企業 안가겠다…전문직 선호
65. ↑  여성신문 / 최이무자 기자[깨진 링크(과거 내용 찾기)] 사랑의 음악회 성황리에 마쳐
66. ↑  1999년 3월 17일 16시 23분 / 연합뉴스 여성신문 제8회 사랑의 음악회 외
67. ↑  1999년 5월 14일 / 한국일보 35면 / 배국남 기자 [올 상반기 인기조사] 류시원.심은하 "최고 인기스타"
68. ↑  리스피아르 조사 연구소 보관됨 2016-01-23 - 웨이백 머신 1999년도 상반기 연예인 인기도 조사 (PDF파일 확인 필요)
69. ↑  “수재민을 도웁시다 본사 접수”. 동아일보 (네이버 뉴스 라이브러리). 1999년 8월 7일.
70. 1 2 3  허엽 기자 (2018년 9월 29일). “여가수도 음반 한장 뜨면 수억원 '거뜬'”. 동아일보 (네이버 뉴스 라이브러리).
71. ↑  1999년 11월 3일 MBC 섹션TV 연예통신 S.E.S. 3집 컴백 인터뷰 中 슈 '슬로우모션 카메라라고요. 한국에서 최초로 뮤직비디오에 그 카메라를 써서 촬영했어요'
72. ↑  정지연 기자 (1999년 11월 23일). “10월 음반 판매량 집계”. 전자신문.
73. ↑  “S.E.S 미국 시장 진출...3개의 프로덕션한테..제의”. 뉴스 투데이. 1999년 11월 24일.
74. ↑  이경희 기자 (1999년 11월 18일). “SES, 美 팝시장서 '프로포즈'‥ 신중검토”. 스포츠 투데이.
75. ↑  YES24 / 임진모(jjinmoo@izm.co.kr) 그때 그 시절 추억의 대학가요제!
76. ↑  S.E.S. 감싸안으며 7개 방송사 3주 1위 당시 자료
77. ↑  2001년 6월 21일 / KBS2 / 뮤직뱅크 2001 상반기 최고의 가수? 설문 조사 결과
78. ↑  2001년 7월 11일 9시 54분 / 머니투데이 / 윤선희 기자 [코스닥] 에스엠, S.E.S 신규앨범 "SURPRISE"발매
79. 1 2  2001년 7월 11일 / 이데일리 1면 보관됨 2016-03-10 - 웨이백 머신 에스엠, 앨범판매 호조..7월에만 40억 매출 기대
80. ↑   2001년 7월 4째주 핫트랙스 주간 음반 판매량 차트
81. 1 2   20017월 4째주 튜브뮤직 주간 음반 판매량 차트
82. ↑   2001년 8월 3째주 네이버 사운드 키워드 검색어 순위
83. ↑   2001년 8월 4째주 네이버 사운드 키워드 검색어 순위
84. ↑  개별구매 확인 요망 2001년도 리스피아르 상반기 여자 가수 인기도 조사 결과1
85. 1 2  개별구매 확인 요망 2001년도 리스피아르 상반기 여자 가수 인기도 조사 결과2
86. ↑  2001년 8월 30일 18시 33분 방송후기글1
87. ↑  2001년 8월 30일 19시 56분 방송후기글1
88. ↑   한국음반산업협회 2001년 연간 총 음반 판매량 차트
89. ↑  2001년 12월 13일 / 동아일보 45면 / 허엽기자 보관됨 2016-03-10 - 웨이백 머신 올 음반판매…이미연이 god를 눌렀다
90. ↑  2013년 6월 14일 / 마이데일리 '슈스케5' 제작진이 공개한 오디션 금지곡 21개
91. ↑  상반기 인기 팝송.가요 결산 .. 케이블채널 M.net 29일 방송 2002년 6월 27일, 한국경제, 윤승아 기자
92. ↑  김호영 기자 (2003년 8월 14일). “S.E.S., 5집 수록곡중 '달리기'등 2곡 뽑아 리믹스 싱글 발표”. 스포츠조선.[깨진 링크(과거 내용 찾기)]
93. ↑  강수진 기자 (2003년 8월 21일). “SES "섞으니 색다른 맛" 리믹스 앨범 발표”. 굿데이.
94. ↑  최영균 기자 (2002년 12월 20일). “유진 솔로·연기전향 재계약 실패… 24일 공식 발표”. 일간 스포츠.
95. ↑  강수진 기자 (2002년 12월 20일). “SM 주가 급락-SES 해체설”. 굿데이.
96. ↑  이근우 기자 (2002년 12월 20일). “S.E.S 해체 위기에 에스엠 주가 급락”. 매일경제.
97. ↑  김호영, 김소라 기자 (2003년 1월 13일). “바다, MP와의 입장차로 솔로 전속 합의 무산 위기”.
98. ↑  윤경철기자 (2003년 2월 27일). “바다 대구참사 현장 ‘눈물바다’”. 스포츠 투데이.
99. ↑  홍성규 기자 (2003년 1월 22일). “유진 4억 '홀로서기'…전속 가계약”. 굿데이.
100. ↑  그루넷 편집국 (2002년 12월 18일). “슈만 활동하고 있는 S.E.S. 혹시..”. 그루넷.
101. ↑  김용숙 기자 (2009년 12월 29일). “국민요정 유진이 밝힌 'SES' 해체 이유는?”. 베타 뉴스.
102. ↑  2016년 10월 3일 17시 08분 / 엑스포츠뉴스 / 전아람 기자 [단독] '원조요정' S.E.S, 14년만에 재결합 전격 결정
103. ↑  https://archive.today/20161003130732/https://www.instagram.com/p/BLGdwozgHeX/ 2016년 09시 37분 바다 인스타그램
104. ↑  https://www.instagram.com/p/BLGdwljBL6y/ 2016년 09시 37분 유진 인스타그램
105. ↑  https://archive.today/20161003130815/https://www.instagram.com/p/BLGdw0LDiWV/ 2016년 09시 37분 슈 인스타그램
106. ↑  https://www.instagram.com/p/BLGfVBwhrpI/ 2016년 09시 51분 유진 인스타그램
107. ↑  2016년 10월 3일 / 네이버 TV 연예 / 랭킹뉴스 일간 많이 본 뉴스
108. ↑  2016년 10월 3일 / 네이버 TV 연예 / 랭킹뉴스 일간 댓글 많은 뉴스
109. ↑  2016년 10월 17일 / 바다 인스타그램[깨진 링크(과거 내용 찾기)]
110. 1 2  길혜성 기자 (2016년 12월 25일). “이수만, S.E.S. 재결합 "계약없이하는 건 처음"..화기애애”. 스타뉴스.
111. ↑  “2016년 49주차 스트리밍 차트”. 가온차트 공식 홈페이지. 2016년 12월.
112. ↑  “2016년 49주차 다운로드 차트”. 가온차트 공식 홈페이지. 2016년 12월.
113. ↑  “12월 2주 K-차트”. KBS2 뮤직뱅크 공식 홈페이지. 2016년 12월 9일.
114. ↑  최지예 기자 (2016년 12월 23일). “S.E.S. 첫 리얼리티, 24일 방송 확정…이수만과 만남 공개[공식]”. 마이데일리.
115. ↑  “S.E.S의 첫 리얼리티 프로그램, 크리스마스 특집 편성”. BNT 뉴스. 2016년 12월 23일. 2018년 11월 14일에 원본 문서에서 보존된 문서. 2018년 11월 14일에 확인함.
116. ↑  홍세영 기자 (2016년 12월 23일). “S.E.S. 완전체 첫 리얼리티 ‘리멤버’, 24일 특별 편성 [공식]”. 스포츠동아.
117. ↑  선미경 기자 (2016년 12월 23일). “S.E.S 리얼리티, 24일 밤 MBC 편성 확정..크리스마스 특집[공식]”. OSEN.
118. ↑  김가영 기자 (2016년 12월 23일). “"원조 요정의 일상"…S.E.S. 첫 리얼리티, 크리스마스 편성”. TV 리포트. 2018년 11월 14일에 원본 문서에서 보존된 문서. 2018년 11월 14일에 확인함.
119. ↑  김미지 기자 (2016년 12월 23일). “S.E.S. 리얼리티, 크리스마스 특집 편성…이수만 '출격'”. 엑스포츠뉴스. 2018년 11월 14일에 원본 문서에서 보존된 문서. 2018년 11월 14일에 확인함.
120. ↑  이지현 기자 (2016년 12월 23일). “'리멤버, I'm Your S.E.S.' 크리스마스 편성…컴백스토리 전격 공개”. 스포츠조선.
121. ↑  황혜진 기자 (2016년 12월 23일). “S.E.S. 측 “리얼리티, 24일 밤 MBC 크리스마스 특집 편성”(공식)”. 노스엔.
122. ↑  유병철 기자 (2016년 12월 23일). “S.E.S., 리얼리티 프로그램 크리스마스 특집 편성”. 한국경제TV.
123. ↑  윤상근 기자 (2016년 12월 23일). “S.E.S 첫 리얼리티 '리멤버~' MBC 편성..24일 방송”. 스타뉴스.
124. ↑  권수빈 기자 (2016년 12월 23일). “S.E.S. 20주년 기념 리얼리티, X-마스 특집 MBC 편성”. 뉴스1.
125. ↑  윤준필 기자 (2016년 12월 23일). “S.E.S 리얼리티, 크리스마스 특집 MBC 편성…25일 0시 45분 방송”. 텐아시아. 2018년 11월 14일에 원본 문서에서 보존된 문서. 2018년 11월 14일에 확인함.
126. ↑  김정덕 기자 (2016년 12월 23일). “S.E.S. 컴백 비하인드 공개...크리스마스 리얼리티 'Remember, I'm Your S.E.S.' 방영”. 부산일보.
127. ↑  이린 기자 (2016년 12월 23일). “S.E.S. 첫 리얼리티 프로그램, MBC서 크리스마스 특집 편성”. TV데일리. 2018년 11월 14일에 원본 문서에서 보존된 문서. 2018년 11월 14일에 확인함.
128. ↑  김영진 기자 (2016년 12월 23일). “S.E.S. 리얼리티 ‘Remember, I’m Your S.E.S.‘, MBC서 방송”. 아시아투데이. 2018년 11월 14일에 원본 문서에서 보존된 문서. 2018년 11월 14일에 확인함.
129. ↑  박세연 기자 (2016년 12월 23일). “S,E,S 컴백 리얼리티 ‘리멤버‘ 24일 MBC로 본다”. 스타투데이.
130. ↑  나지연 기자 (2016년 12월 23일). “‘S.E.S’ 리얼리티, MBC 편성…24일, 성탄 특집 방송”. 디스패치. 2019년 11월 28일에 원본 문서에서 보존된 문서. 2018년 11월 14일에 확인함.
131. ↑  김용호 기자 (2016년 12월 23일). “S.E.S. 컴백 리얼리티, MBC 방송…이수만, 유영진도 출연”. 스포츠월드. 2018년 11월 14일에 원본 문서에서 보존된 문서. 2018년 11월 14일에 확인함.
132. ↑  노윤정 기자 (2016년 12월 23일). “S.E.S. 첫 리얼리티, 크리스마스 맞아 TV 편성 확정”. 헤럴드POP.
133. ↑  이미영 기자 (2016년 12월 23일). “S.E.S 리얼리티 MBC서 본다…크리스마스 특집 편성”. 조이뉴스24. 2018년 11월 14일에 원본 문서에서 보존된 문서. 2018년 11월 14일에 확인함.
134. ↑  이하나 기자 (2016년 12월 23일). “S.E.S.의 리얼리티 프로그램, '크리스마스 특집 편성' 24일 밤 MBC 방송”. 서울경제.
135. ↑  김솔지 인턴 기자 (2016년 12월 23일). “S.E.S 첫 리얼리티, 크리스마스 특집으로 편성 확정”. MBN스타. 2018년 11월 14일에 원본 문서에서 보존된 문서. 2018년 11월 14일에 확인함.
136. ↑  강수지 기자 (2016년 12월 23일). “S.E.S. 첫 리얼리티 프로그램, MBC 크리스마스 특집으로 편성”. 더팩트. 2018년 11월 14일에 원본 문서에서 보존된 문서. 2018년 11월 14일에 확인함.
137. ↑  박현주 기자 (2016년 12월 24일). “S.E.S.의 리얼리티 프로그램 'Remember, I'm Your S.E.S.'”. 국제뉴스.
138. ↑  양진영 기자 (2016년 12월 24일). “S.E.S. 리얼리티 'Remember, I'm Your S.E.S.', 24일 밤 12시45분 방송…이수만·유영진과 인연 소개”. 뉴스핌. 2018년 11월 14일에 원본 문서에서 보존된 문서. 2018년 11월 14일에 확인함.
139. 1 2  2016년 12월 25일 / 네이버 TV 프로그램 시청률 정보 리멤버 S.E.S. 시청률
140. ↑  2017년 1월 1일 / SM 엔터테인먼트 YouTube S.E.S. 에스이에스 'Remember' MV
141. ↑  2017년 1월 2일 / SM 엔터테인먼트 YouTube S.E.S. 에스이에스 '한 폭의 그림 (Paradise)' MV
142. 1 2  “2017년 1주차 다운로드 차트”. 가온차트 공식 홈페이지. 2017년 1월.
143. ↑  “1월 2주 K-차트”. KBS2 뮤직뱅크 공식 홈페이지. 2017년 1월 13일.
144. ↑  “1월 3주 K-차트”. KBS2 뮤직뱅크 공식 홈페이지. 2017년 1월 20일.
145. ↑  성보람 에디터 (2017년 3월). “작은 아씨들, S.E.S”. 마리끌레르 코리아. 2018년 11월 13일에 원본 문서에서 보존된 문서. 2018년 11월 13일에 확인함.
146. ↑  정안지 기자 (2017년 2월 22일). “바다 "팬들에게 S.E.S는 20년을 함께한 추억" [화보]”. 스포츠조선.
147. ↑  김민정 기자 (2017년 7월 22일). “데뷔 20주년 맞은 S.E.S, 원조 요정들의 남다른 미모”. 이데일리.
148. ↑  breeze52@tf.co.kr (2017년 7월 22일). “데뷔 20주년 맞은 S.E.S., 변함없는 방부제 미모 빛나”. 더 팩트.
149. ↑  황지영 기자 (2017년 7월 22일). “[화보IS] S.E.S, 영원한 요정돌…새신부 바다의 봄꽃미모”. 일간스포츠.
150. ↑  하나영 기자 (2017년 7월 22일). “[화보] S.E.S "천천히, 따뜻하게 그 자리에 있고 싶다"”. 더스타.
151. ↑  권수빈 기자 (2017년 7월 22일). “S.E.S. "고작 5년 활동했는데..휴식같은 존재이고파"”. 뉴스1.
152. ↑  권여미 에디터 (2017년 7월 22일). “S.E.S, "팬들에게 휴식같은 존재가 되고 싶다"…영원한 우리의 '작은아씨들'”. 국제신문.
153. ↑  배효주 기자 (2017년 7월 22일). “바다 “S.E.S는 가수를 넘어선 추억”[포토엔]”. 뉴스엔.
154. ↑  김진선 기자 (2017년 7월 22일). “바다 “S.E.S. 가수 넘어 추억일 것”(화보)”. MBN스타.
155. ↑  홍세영 기자 (2017년 7월 22일). “S.E.S. “우린 팬들에게 가수가 아닌 추억인 것 같다” [화보]”. 스포츠동아.
156. ↑  강인귀 기자 (2017년 7월 22일). “S.E.S 바다, "5년 동안 활동에도 많은 팬들이 기억…가수 넘어 추억"”. 머니S.
157. ↑  “이수만이 경북대학교에서 한 강의내용”. H.O.T. Club. 1999년 9월 18일.
158. 1 2  박종근 기자 (2008년 1월 11일). “[me] SM엔터테인먼트 이수만 회장 일본 찍고 ~ 중국 돌아 ~ 세계로”. 중앙일보. 2020년 8월 30일에 확인함.
159. ↑  이경희 기자 (1998년 9월 1일). “SES 일본점령 스타트”. 국민일보.
160. ↑  2001년 11월 1일 / SBS 인터넷 / 스타 X파일 8시 뉴스, S.E.S. 일본에서도 떴다!
161. ↑  정재우 기자 (1998년 11월 5일). “SES "두마리토끼 잡는다" 日 10대우상-국내서 2집”. 스포츠서울.
162. 1 2 3 4  1998년 11월 5일 19시 12분 / 스포츠조선 / 권혁종 기자 [그룹 S.E.S] "일본서도 사인공세 팬들 몰려요"
163. ↑  1998년 12월 1일 / 경향신문 23면 '일본서 승전보' 꿈이 현실로 S.E.S
164. ↑  1998년 12월 14일 19시 04분 / 동아일보 / 김갑식 기자 걸그룹 「Ｓ．Ｅ．Ｓ」， 韓－日 동시공략
165. ↑  용원중 기자 (1999년 3월). “‘우물안’스타들 해외로 튄다”. 스포츠서울. 2015년 11월 23일에 원본 문서에서 보존된 문서. 2016년 1월 4일에 확인함.
166. ↑  1999년 3월 4일 / PC통신 넷츠고 자료실 / 가요팝뉴스 [인기스타 화제] 'SES' 日음반사로부터 감사패받아
167. ↑  1999년 3월 7일 SBS 아주 특별한 사랑 中 이영애 曰 '축하드려요 S.E.S. 일본에서 상받으셨잖아요." 유진 曰 "저희가 감사패 비슷한거 받았어요." 바다 曰 "앞으로 더 열심히 하라는 의미로 주셨는데요."
168. ↑  홍택선  기자 (2001년 9월 18일). “일본에서 두 번째로 5만장 돌파한 SES”. 하이텔 마당발 연예 정보.
169. ↑  김소라 기자 (1999년 2월 23일). “S.E.S 日 심야방송 DJ 데뷔”. 스포츠 조선.
170. ↑  “S.E.S. "슈" 일본뮤지컬 주인공 데뷔”. 중앙일보. 2002년 2월 25일.
171. ↑  이규형 기자 (2000년 3월 23일). “일본진출, S.E.S는 통탄할만 하다”. 토마토리.[깨진 링크(과거 내용 찾기)]
172. ↑  “나고야판 주니치 스포츠 기사”. 주니치 스포츠. 1998년 2월 24일.
173. ↑  이혜린 기자 (2009년 8월 21일). “동방신기 첫심리에 언급된 다른 스타들.. 신화, 장윤정, SES 등”. 아시아경제신문.
174. ↑  용원중 기자 (1998년 8월 2일). “연예기자 주간방담”. 스포츠서울.
175. ↑  카와무라 토오루 (2003년 5월호). “BoA처럼 될 수 없는 그녀들”. 열혈남아.
176. 1 2  오광수 기자 (1999년 1월 1일). “S.E.S. "일본 최고 여성 그룹 노린다"”. 경향신문 (네이버 뉴스 라이브러리).
177. 1 2 3  이상목 기자 (1999년 1월 25일). “[H.O.T-S.E.S-클론-디바] 대만서 합동 공연”. 일간스포츠. 1999년 10월 11일에 원본 문서에서 보존된 문서. 2018년 11월 20일에 확인함.
178. ↑  [1999년 3월 3일 / 스포츠서울 / 정재우 기자] 대만서 휘몰아칠 ‘세 요정’ 열풍… S.E.S.
179. ↑  1999년 6월 1일 / KBS2 / 뮤직뱅크 유진 "팬클럽 창단식을 했거든요. 지방에서 하고 타이페이에서 했는데 한 4~5천여명이 오신거에요. 저희 너무너무 놀랬어요."
180. ↑  1999년 6월 4일 M.net 가요발전소 S.E.S. 대만 Rock Record 골든 디스크상 수상 모습
181. 1 2  1999년 8월 26일 15시 24분 / 스포츠조선 [여성3인조 S.E.S] 대만 음악 차트서 7주째 1위 고수
182. ↑  1999년 6월 1일 / KBS2 / 뮤직뱅크 바다 "많은 호응의 이유가 일본 Reach Out 앨범이 아시아권 판매 1위를 해서 그런거 같아요."
183. 1 2  천리안 S.E.S. 팬클럽 LAFE / NeReID S.E.S. 대만 앨범 삼립TV 차트인 내역 당시 펌 자료 정보
184. 1 2 3  대만 라디오 UFO / 音樂奇葩 '아시아 최고 인기 노래 차트' 1999년 7월~9월 순위
185. ↑  2001년 6월 30일 KBS2 연예가중계 S.E.S. 대만 AVEX Record 골든 디스크상 수상 모습
186. ↑  2001년 8월 14일 / 스포츠조선 / 이준형 기자 보관됨 2022-04-07 - 웨이백 머신 S.E.S, 대만 MTV 한국대표 초청
187. ↑  2013년 11월 29일 18시 21분 53초 / 위클리오늘 / 하혜린 기자 SES 데뷔 16주년 축하 셀카 동영상…바다 “아직도 행복한 우리”
188. ↑  이재환 기자 (2005년 11월 27일). “동방신기 2005 최고 인기 뮤직비디오상 수상”. 뉴스엔.
189. ↑  강경지 기자 (2006년 7월 30일). “바다, 첫 단독 콘서트서 팔색조 매력 뽐내”. OSEN.
190. ↑  김경민, 이유진 기자 (2007년 12월 10일). “SES 10주년 팬미팅 눈물 펑펑 “해체해 죄송해요””. 뉴스엔.
191. ↑  이경란 기자 (2007년 12월 10일). “SES, 데뷔 10주년 맞아 의류 쇼핑몰 오픈”. 일간 스포츠.
192. ↑  “바다(리더), 유진과 SES 재결성?”. 노컷 뉴스. 2009년 8월 8일.[깨진 링크(과거 내용 찾기)]
193. ↑  강지훈 기자 (2010년 1월 29일). “'임신' 슈 "아이는 아들, 바다에 가장 먼저 알려"”. 마이데일리.[깨진 링크(과거 내용 찾기)]
194. ↑  고재완 기자 (2009년 12월 31일). “바다 두 번째 콘서트 대성황 'SES도 다시 뭉쳤다'”. 아시아 경제.
195. ↑  이현우 기자 (2010년 1월 6일). “SES, 슈 솔로앨범 통해 8년만에 재결합”. 스타 투데이. 2014년 5월 28일에 원본 문서에서 보존된 문서. 2010년 10월 31일에 확인함.
196. ↑  유진 슈 2015년 11월호 Oh Boy 화보 촬영 사진 보관됨 2016-01-07 - 웨이백 머신 2015년 10월 14일, 슈 인스타그램
197. ↑  S.E.S. 2015년 11월호 Oh Boy 화보 인터뷰 영상 보관됨 2016-03-05 - 웨이백 머신 2015년 10월 14일, 바다(리더) 인스타그램
198. ↑  바자회 위해 뭉친 ‘원조 요정돌’ SES, 그린하트바자회 포스터 공개…방부제 미모 화제 보관됨 2015-12-22 - 웨이백 머신 2015년 10월 23일, 뉴스웨이
199. ↑  "가수들이 뽑은 최고가수는 조용필ㆍ인순이" 2007년 8월 31일, 연합뉴스
200. ↑  연예기자 선정 '다시 보고싶은 인기그룹?' 1위 서태지와 아이들 2위 HOT 2009년 10월 10일, 뉴스엔, 윤현진 기자
201. ↑  한겨레 (2010년 9월 21일). “[100beat.com 아이돌 특집] 최고의 아이돌과 최악의 아이돌은 누구?”. 한겨레.
202. ↑  소녀시대, 핑클 제치고 `시청자들이 뽑은 최고의 걸그룹` 1위 선정 2011년 2월 5일, 티브이데일리, 최민지 기자
203. ↑  다시보고 싶은 90년대 전설의 아이돌 1위 god 쾌거 2011년 4월 2일, 뉴스엔, 조연경 기자
204. ↑  [대중문화 90년대 열풍 "민주화 이어 온 대중문화 르네상스 세대, 현재 사회 주역돼 '90년대' 소비"] 2012년 9월 14일 , 조선일보, 최승현 기자, 채민기 기자
205. ↑  다시 보고 싶다! 90년대 아이돌 2013년 11월 13일, KBS2 뉴스타임 연예수첩
206. ↑  Jeff Benjamin, Jessica Oak (2014년 4월 30일). “Top 10 K-Pop Girl Groups You Need to Know”. 빌보드.
207. ↑  http://i.imgur.com/Bp5Vb79.jpg 틸리언패널, 무한도전 '토토가' 출연 가수 중 가장 반가운 가수는?
208. ↑  http://i.imgur.com/Y9qH8xA.jpg 틸리언패널, 무한도전 '토토가' 출연 가수 중, 가장 반가운 가수는?
209. ↑  http://www.panelnow.co.kr/vote/result/1844# 패널나우, 무한도전 '토토가' 출연 가수 중 2015년에 컴백했으면 하는 가수는?
210. ↑  2016년 1월 16일 / KBS2 연예가중계 한국인이 사랑하는 레전드 아티스트, S.E.S. vs 핑클 승자는?
211. ↑  2016년 1월 17일 / KBS 공식 블로그 S.E.S vs 핑클, god vs 신화 [연예가중계]
212. ↑  2016년 2월 / 온라인 리서치 전문 사이트 'AMPM' S.E.S. 핑클 다시 보고싶은 걸 그룹은?
213. 1 2 3 4  2016년 9월 1일 03시 / 이지훈, 임희윤, 정양환 기자 “반짝반짝 눈이 부셔”… 빅뱅-소녀시대 역대 최고 아이돌
214. 1 2 3 4 5 6  1998년 5월 4일 / 국민일보 27면 / 문화평론가 손동수 TV속 시선(손동수의 이미지헌팅)
215. ↑  1998년 6월 10일 / 조선일보 문화 17면 / 기고자 김지룡 문화상품 S.E.S.
216. 1 2 3 4 5 6 7 8 9  2007년 12월 5일 / 일간스포츠 / 이경란 기자 원더걸스에서 김완선·하수빈까지..꽃미녀 라이벌 열전
217. 1 2  2010년 12월 1일 / SBS E / 탁재훈의 스타일 S.E.S.의 첫 뮤직 비디오 촬영 당시를 회고하면서
218. 1 2  2015년 1월 21일 / 시사IN Live / 에스콰이어 신기주 기자 보관됨 2015-12-22 - 웨이백 머신 가진 게 ‘추억’뿐인 1990년대 세대
219. ↑  2016년 12월 28일 / MBC 섹션TV 연예통신 / 스포츠서울 남혜연 기자 섹션 기자단톡 中
220. 1 2 3 4 5 6  1998년 3월 10일 / 동아일보 (뉴스 라이브러리) 15면 / 정용관 기자 ［네티즌의 생각］여성트리오 Ｓ．Ｅ．Ｓ 『예뻐서 좋아』
221. 1 2 3 4 5 6  1998년 3월 10일 08시 12시 / 동아일보 / 정용관 기자 ［네티즌의 생각］여성트리오 Ｓ．Ｅ．Ｓ 『예뻐서 좋아』
222. ↑  2000년 1월 20일 / KBS2 / 연예가중계 네티즌 390명을 대상으로 S.E.S. 인기 요인 설문 조사 결과
223. ↑  2014년 7월 1일 12시 05분 57분 / 경향신문 / 이미나 스파더엘 대표 [힐링토크] 가수 바다, 힐링에너지를 나누다
224. ↑  2015년 8월 31일 18시 11분 / OSEN 뮤직톡톡 짜리몽땅, S.E.S-씨야가 보인다
225. 1 2 3 4  2008년 11월 11일 09시 32분 / 스포츠조선 / 박종권 기자 [술술토크] (25) '2관왕' 바다 "뮤지컬은 두번째 결혼"
226. 1 2 3 4 5 6 7 8  2005년 6월 21일 11시 56분 / 헤럴드경제 / 윤경철 기자 [집중기획 SM제국 그베일을 벗긴다] 깜찍ㆍ순수 SES `소녀그룹` 원조로…
227. 1 2  2015년 6월 8일 20시 02분 / OBS NEWS [원조 요정①] 바다 "S.E.S 인기? 함부로 화장실도 못갔다"
228. 1 2  벅스뮤직 뮤직포커스 / 음악칼럼니스트 이태훈 보관됨 2018-11-07 - 웨이백 머신 90년대 원조 걸그룹 계보! 추억의 1세대 걸그룹 돌아보기- 1부 (1997~1999)
229. ↑  2017년 3월 1일 / OSEN / joonamana@osen.co.kr S.E.S. "아이돌의 롤모델이라는 말..보람 느껴"
230. ↑  2006년 11월 10일 10시 30분 / 스타뉴스 / 김지연 기자 천상지희 더 그레이스 "S.E.S. 빈자리 채우고 싶어요"
231. 1 2  2011년 12월 23일 10시 32분 / 마이데일리 / 남안우 기자 달샤벳, 롤모델 '원조 요정' SES로 깜짝 변신
232. ↑  2015년 12월 18일 / 11시 03분 / 더스타 뉴스 / 하나영 기자 [더스타프로필] 러블리즈 유지애 "EXID 하니 선배님과 친해지고 싶다"
233. ↑  2015년 9월 14일 19시 18분 17초 / 뉴스엔 / 강희정 기자 다이아 “롤모델 S.E.S., 오래 기억되고파”
234. ↑  2015년 9월 14일 18시 57분 25초 / 뉴스엔 / 장경호 기자 [포토엔]걸그룹 다이아 ‘롤 모델은 S.E.S’
235. ↑  2015년 9월 14일 18시 59분 / 스포츠동아 / 장경국 기자 ‘데뷔’ 다이아 “S.E.S이 롤모델, 오랜 시간 활동하고파”
236. ↑  2015년 9월 15일 / KBS TV특종 "S.E.S. 선배가 롤 모델입니다" (걸그룹 다이아 ‘Do It Amazing’ 데뷔쇼케이스)
237. ↑  2016년 10월 10일 15시 13분 / bnt 뉴스 다이아 정채연 "S.E.S처럼 전설적인 걸그룹 되고파"
238. ↑  2016년 4월 29일 / 10시 53분 / 아주뉴스 / 장윤정 기자[깨진 링크(과거 내용 찾기)] [인터뷰] 코코소리, "특이하다고요? 특별합니다"
239. 1 2  2015년 10월 14일 07시 / enews24 / 이진호 기자 보관됨 2020-11-13 - 웨이백 머신 [인터뷰] 오마이걸 "B1A4 동생 걸그룹? S.E.S 스타일 보여줄래요"
240. 1 2 3  2015년 10월 15일 07시 01분 / 스포츠서울 / 이지석 기자 [SS인터뷰]오마이걸,17년전 SES '몽환·신비'재해석 "한시대 대표하는 '그 시절 그 소녀' 되고파"
241. ↑  2015년 10월 8일 07시 / 스포츠투데이 / 정라진 기자 보관됨 2016-02-01 - 웨이백 머신 오마이걸, 청순 벗고 몽환적 소녀 컴백 "성장된 모습 보여주고파"(인터뷰)
242. ↑  2015년 10월 14일 07시 02분 01초 / 텐아시아 / 박수정 기자 [My Name] 오마이걸 (3) 몽환 여신으로 성장한 큐피드 천사들
243. ↑  2015년 10월 9일 15시 47분 / 헤럴드 POP '컴백' 오마이걸, "여자친구 역주행? 우리에겐 좋은 자극" [POP인터뷰]
244. ↑  2015년 10월 23일 15시 04분 37분 / MBN Star / 남우정 기자 [M+인터뷰] 오마이걸 “‘큐피트’에서 ‘클로저’, 초등학생에서 중학생으로 성장한 느낌”
245. ↑  2016년 2월 8일 15시 24분 / 헤럴드경제 / 서병기 선임 기자 [서병기 연예톡톡] 걸그룹 여자친구, 왜 강할까?
246. 1 2 3 4 5  2016년 1월 26일 12시 37분 / 오마이스타 / 김주리 기자 교복+군무=백전백승?... 아주 오래된 연인, 여자친구
247. ↑  1998년 5월 27일 06시 41분 / 동아일보［ＴＶ 하이라이트／２７일］
248. 1 2  1998년 2월 21일 MBC 쇼토요특급 中
249. 1 2  1998년 1월 3일 MBC 쇼토요특급 中
250. 1 2  2015년 1월 18일 MBC 해피타임 中
251. ↑  1998년 12월 31일 / 동아일보 네이버 뉴스 라이브러리 / 김갑식 기자 돌아본 '98 가요 김현정 S.E.S 핑클…새별들'번쩍 번쩍
252. ↑  2017년 1월 / 가온차트 2017년 1월 Album Chart
253. ↑  2001년 1월 16일 / 한국일보 / 양은경 기자 TV읽기 / S.E.S 최루성 '게릴라 콘서트' 대성공
254. ↑  2001년 1월 17일 / 스포츠투데이 / 윤경철 기자 [클로즈업] S.E.S,“억울한 심정 팬들이 알아줘요”
255. ↑  2001년 3월호 / I Love Star S.E.S, 아픈 만큼 성숙해진다는 얘기가 바로 이걸까?
256. ↑  2001년 3월호 / I Love Star S.E.S, 아픈 만큼 성숙해진다는 얘기가 바로 이걸까?
257. ↑  2017년 1월 27일 / MBC / 타임머신TV 【꿀잼명작】‘게릴라 콘서트’ 최고 시청률 S.E.S.편, 소름 돋는 관객 수
258. 1 2 3  “21세기 시청률 끝판왕! 2000년대 이후 역대 MBC 예능 순간 최고 시청률 TOP 6”. MBC 해피타임 해피랭킹. 2015-0531.
259. 1 2 3  2018년 4월 23일 / MBC / 섹션TV 연예통신 / 01:42~02:09 인기 절정 S.E.S. 시절의 바다, ＂연예인 병으로 병원 갈 뻔＂
260. 1 2 3  https://theqoo.net/square/117126315
261. 1 2 3  https://theqoo.net/square/646132723
262. ↑  2009년 10월 19일 / 닐슨 코리아 지상파 일일 시청률 TOP 20 전국
263. ↑  2009년 10월 26일 / 닐슨 코리아 지상파 일일 시청률 TOP 20 전국
264. ↑  2009년 10월 19일 / 닐슨 코리아 지상파 일일 시청률 TOP 20 수도권
265. ↑  2009년 10월 26일 / 닐슨 코리아 지상파 일일 시청률 TOP 20 수도권
266. ↑  2014년 12월 29일 / 헤럴드경제 / 고승희 기자 ‘무한도전-토토가’, 4년 만에 20% 돌파…S.E.S. 바다의 눈물 ‘최고의 1분’
267. ↑  “유희열의 스케치북 345회 시청률”. 네이버 프로그램 정보. 2016년 12월 10일. 2016년 12월 18일에 원본 문서에서 보존된 문서. 2022년 4월 20일에 확인함.
268. ↑  “유희열의 스케치북 346회 시청률”. 네이버 프로그램 정보. 2016년 12월 17일. 2016년 12월 18일에 원본 문서에서 보존된 문서. 2022년 4월 20일에 확인함.
269. ↑  주니어 공식 홈페이지
270. ↑  주니어 공식 홈페이지
271. ↑  더팬 공식 홈페이지
272. ↑  1999년 4월 15일 / KMTV / 생방송뮤직큐 S.E.S. 아기 호랑이 자매결현 현장
273. ↑  H.O.T.-명세빈등 '청소년사절단' 구성 1999년 4월 22일, 동아일보, 김희경 기자
274. ↑  인기 연예-스포츠 스타 69명 청소년 축제등 함께 어울린다 1999년 4월 28일, 어린이동아, 김신성 기자
275. ↑  1999년 12월 10일 / MBC 9시 뉴스데스크 / 강명일 기자 자녀 안심하고 학교 보내기 운동에 연예인도 나섰다
276. ↑  한국 방문의 해 개막행사 유공자 격려 및 홍보사절 위촉 행사계획  문화체육관광부 공식 홈페이지
277. ↑  한국 방문의 해 "우리가 앞장" 2001년 2월 9일, 소년한국일보
278. ↑  방송 연예 “우리나라 문화-전통 세계에 알릴래요” 2001년 2월 17일, 어린이동아, 박길자 기자
279. ↑  마음고생 '감싸안으며' S·E·S 라이브로 승부 2001년 2월 21일, 한국일보
280. ↑  “한국 재발견” 가두 캠페인 실시계획  문화체육관광부 공식 홈페이지
281. ↑  조성모 'S.E.S.' 월드컵 명예홍보위원 됐다 보관됨 2016-03-04 - 웨이백 머신 2001년 2월 15일, 동아일보
282. ↑  월드컵 축구 입장권 국내판매 `스타트' 보관됨 2016-03-11 - 웨이백 머신 2001년 2월 15일, 연합뉴스, 박성제 기자
283. ↑  조성모.S.E.S. 월드컵 홍보위원 2001년 2월 15일, 매일경제
284. ↑  조성모. S.E.S. 월드컵 축구 명예 홍보위원 2001년 2월 15일, 소년한국일보
285. ↑  월드컵조직위, 홍보위원 선정 관련 구설수 2001년 2월 15일, 연합뉴스, 박성제 기자
286. ↑  월드컵축구 연예인 명예홍보위원에 조성모.S.E.S. 뽑혀 2001년 2월 15일, 한국경제
287. ↑  [축구 입장권 접수 시작 "월드컵 열기 속으로"] 2001년 2월 15일, 한국일보, 김정호 기자
288. ↑  'H.O.T 해체' 초읽기 2001년 2월 16일, 한국일보, 정교민 기자
289. ↑  월드컵 홍보 위원, 조성모·S.E.S. 보관됨 2015-12-22 - 웨이백 머신 2001년 2월 16일, 인천일보
290. ↑  월드컵 입장권 판매 '시동' 보관됨 2016-03-05 - 웨이백 머신 2001년 2월 16일, 경남도민일보
291. ↑  조성모·S.E.S. 월드컵 홍보위원에 2001년 2월 16일, 서울신문
292. ↑  S.E.S. 2001년 2월 15일 2002 한일 월드컵 명예 홍보 위원 위촉 모습 보관됨 2022-04-07 - 웨이백 머신 2001년 2월 15일, SBS 서울방송, 스포츠뉴스 (자료기증 S.E.S.파라다이스)
293. ↑  S.E.S. 2001년 2월 15일 2002 한일 월드컵 명예 홍보 위원 위촉 모습 보관됨 2022-04-07 - 웨이백 머신 2001년 2월 15일, MBC 문화방송, 스포츠뉴스 (자료기증 S.E.S.파라다이스)
294. ↑  2002년 월드컵 축구 1차 입장권 구입신청 시작 2001년 2월 15일, KBS 한국방송, 스포츠뉴스, 송재혁 기자
295. ↑  2002 한일 월드컵 문화홍보사절 위촉자 명단 보관됨 2022-04-07 - 웨이백 머신 2002 월드컵 한국조직위원회 공식 홈페이지 (자료기증 S.E.S.파라다이스)
296. ↑  2002 월드컵 소식 서태지 등 문화홍보사절 26명 선정 보관됨 2015-12-22 - 웨이백 머신 2001년 7월 31일, 동아일보
297. ↑  서태지 등 월드컵 문화홍보사절 26명 선정 보관됨 2016-03-04 - 웨이백 머신 2001년 7월 31일, 한겨레, 조준형 기자
298. ↑  조수미등 26명 월드컵홍보사절에 2001년 8월 1일, 서울신문
299. ↑  월드컵 소식 서태지 등 홍보사절 26명 선정 2001년 8월 1일, 국민일보, 조상운 기자
300. ↑  S.E.S, 대만 MTV 한국대표 초청  보관됨 2022-04-07 - 웨이백 머신 2001년 8월 14일, 스포츠조선, 이준형 기자 (자료기증 S.E.S.파라다이스)
301. ↑  서태지·김건모 '월드컵 공식가수' 경합 2001년 10월 9일, 소년한국일보, 이경란 기자
302. ↑  월드컵 공식가수는 김건모? 서태지? 보관됨 2015-12-22 - 웨이백 머신 2001년 10월 9일, 일간스포츠
303. ↑  아디다스 코리아, 월드컵 자원 봉사자 유니폼 공개 2001년 10월 16일, 매일경제
304. ↑  월드컵 자원봉사자 유니폼 발표[깨진 링크(과거 내용 찾기)] 2001년 10월 16일, 한겨레, 권오상 기자

### 공식 홈페이지
| 소속사          | 주소                                          |
| --------------- | --------------------------------------------- |
| SM 엔터테인먼트 | 공식 홈페이지 보관됨 1999-01-25 - 웨이백 머신 |

### 포탈 프로필
| 사이트 | 주소      |
| ------ | --------- |
| 다음   | 백과      |
| 네이버 | 인물 검색 |